# Flugreise

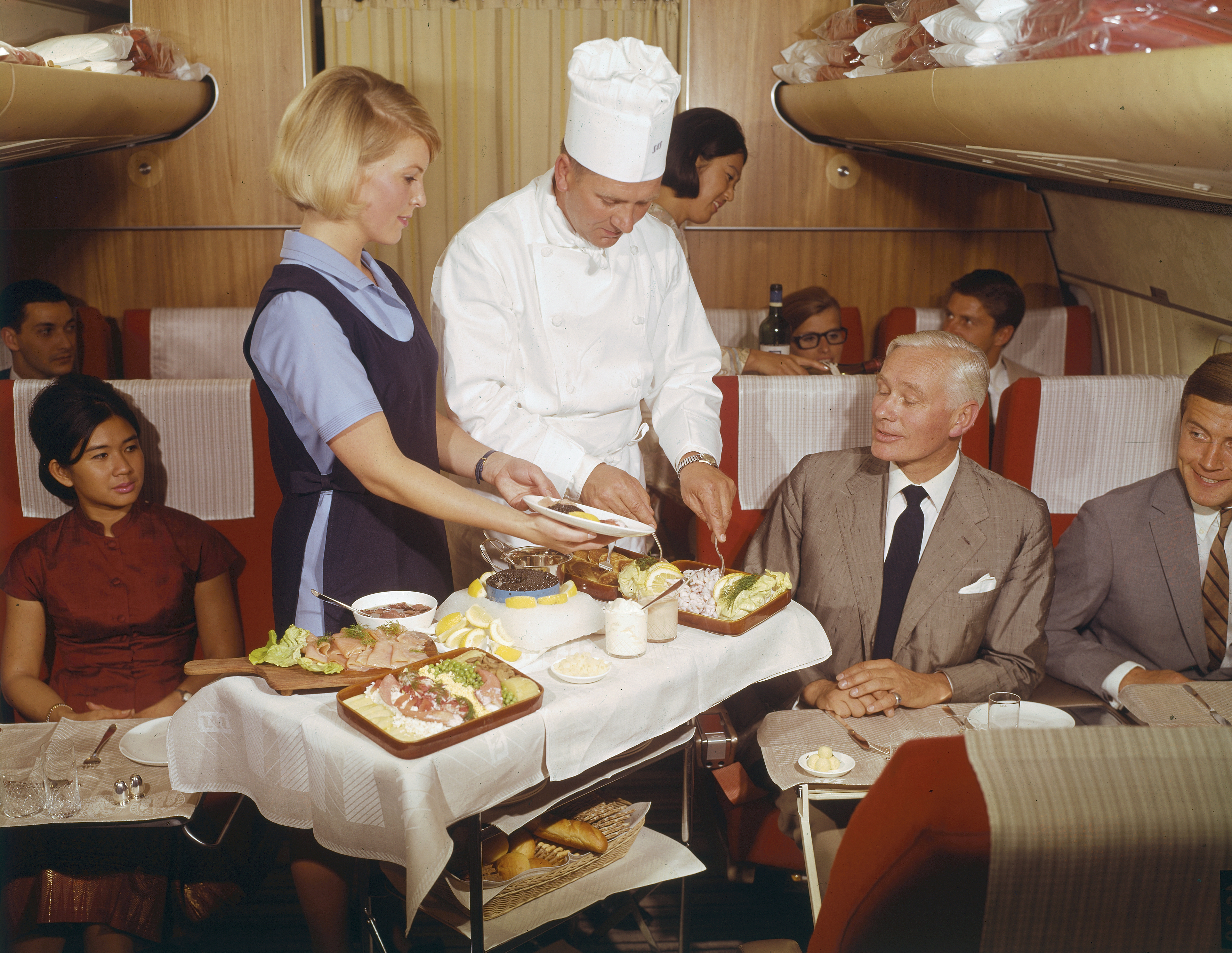
Bedienung in der ersten Klasse der SAS, 1969

Eine Flugreise (auch Flugpassage, Luftreise oder Luftbeförderung genannt) unternimmt, wer ein Luftfahrzeug nutzt, um zu einem oft weit entfernt liegenden Ort zu gelangen. Flugreisen für Passagiere werden von Fluggesellschaften im Linienverkehr und/oder Charterverkehr angeboten. In der Regel setzt eine Reise mit dem Flugzeug eine entsprechende Flugbuchung für den Passagier voraus. Diese wird bei Pauschalreisen regelmäßig von dem jeweiligen Reiseveranstalter übernommen.

## Begriff
Für gewöhnlich ist mit dem Begriff Flugreise die Benutzung eines Flugzeugs gegen Entgelt als Passagier gemeint. Der Begriff kann unter Einbeziehung der Touristik uneindeutig sein, da er nur die Verkehrsdienstleistung beschreibt, nicht aber die eigentliche Reiseart (Badeurlaub, Geschäftsreise usw.). Man differenziert zwischen Umsteigeverbindungen, dem Direktflug (gegebenenfalls mit Zwischenstopp ohne Flugzeugwechsel) und dem Nonstopflug (ohne jede Landung vor dem Ziel). Darüber hinaus wird zwischen Kurzstrecken-, Mittelstrecken- und Langstreckenflügen im Charter- oder Linienverkehr unterschieden (Rundflüge gehören aus oben angeführten Gründen nicht dazu). Angehörige des Fliegenden Personals (beispielsweise Piloten, Flugbegleiter), die an Bord gegen Lohnzahlung an der Flugdurchführung beteiligt sind, unternehmen in ihrer Bordfunktion keine Flugreisen, da ihr in der Regel kurzer Aufenthalt am Ankunftsort nicht Ziel und Zweck ihrer Tätigkeit an Bord ist.

## Infrastruktur, Logistik und Personal

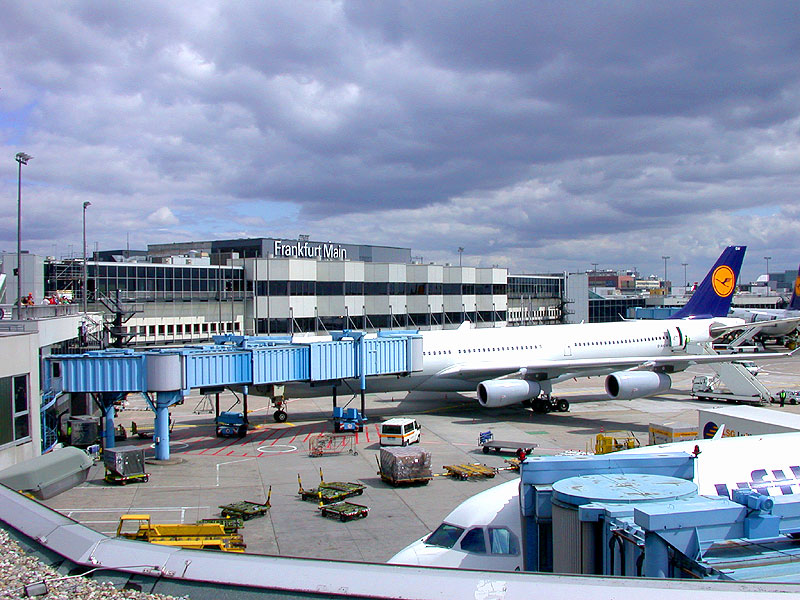
Lufthansa-A340-300 an einem Flugsteig des Frankfurter Flughafens

Damit Flugreisen im zivilen Luftverkehr mit Flugzeugen als Massentransportmittel reibungslos, effizient und komfortabel durchgeführt werden können, sind eine aufwändige Infrastruktur, eine ausgefeilte Logistik und qualifiziertes Fachpersonal am Boden und an Bord der Flugzeuge erforderlich.
Die einzelnen Aufgaben- und Arbeitsbereiche umfassen insbesondere den Flughafenbetrieb (einschließlich Zulieferungs-, Verkehrs- und Servicebetrieben), den eigentlichen Flugbetrieb, die Flugzeugwartung sowie Einrichtungen der Flugsicherung. Um störende Eingriffe in den Luftverkehr zu verhindern, kommt der Luftsicherheit große Bedeutung zu.

## Reisekomfort

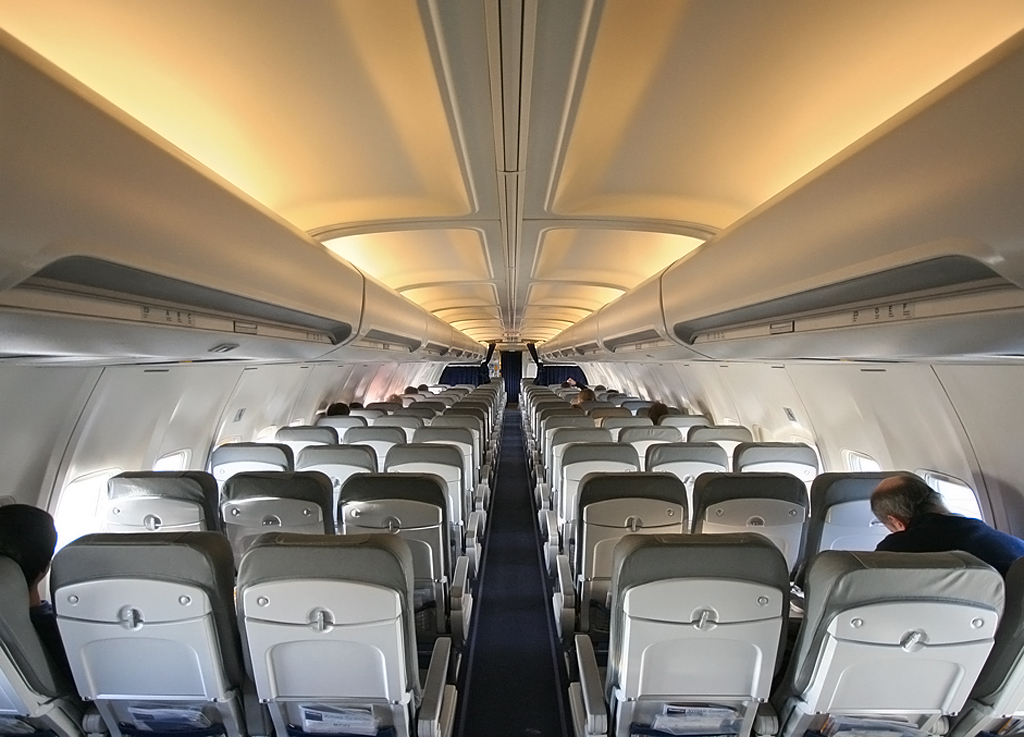
Movable Class Divider (hinten im Bild) zwischen Economy und Business Class in einer Boeing 737 der Lufthansa

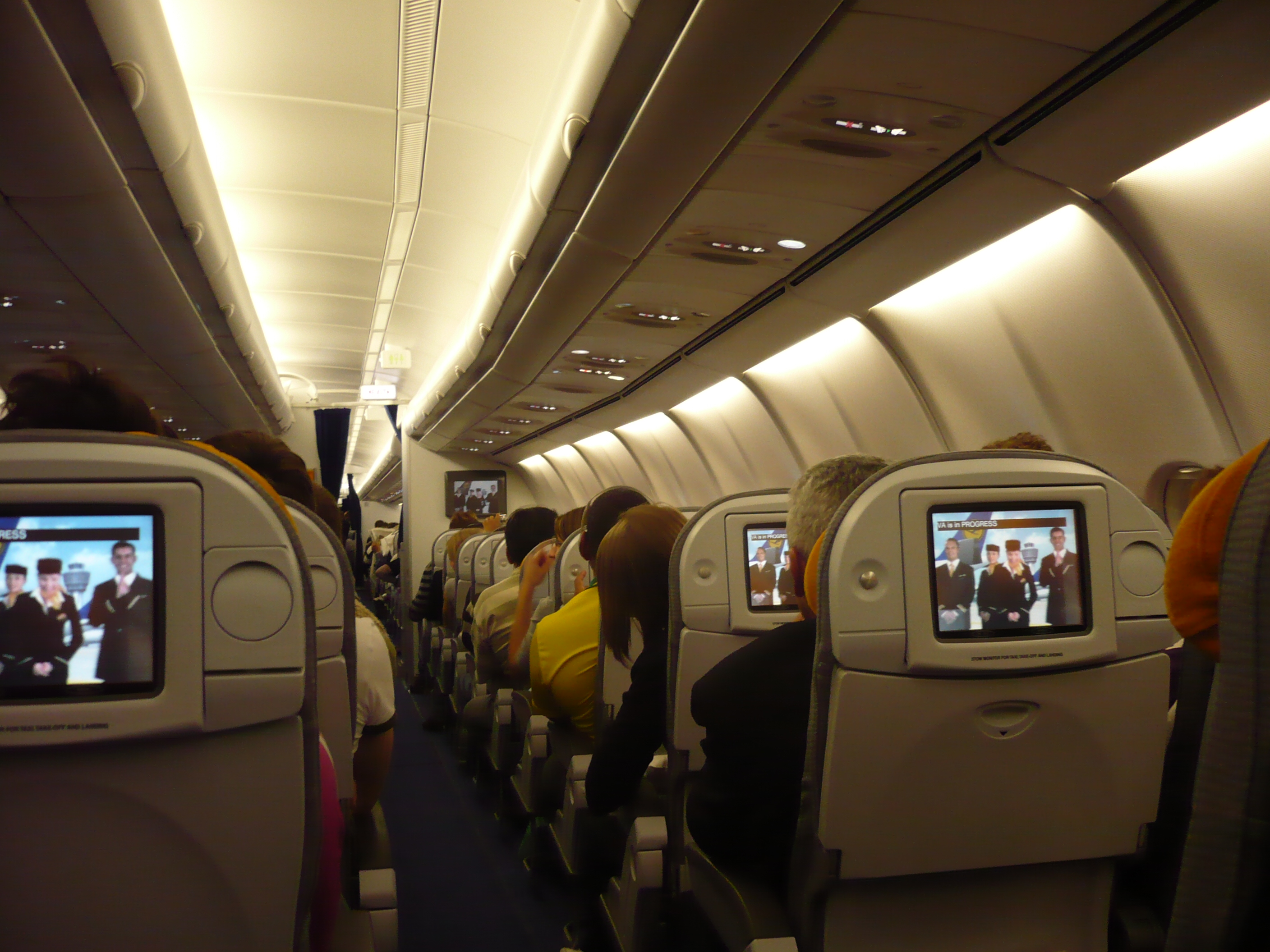
Economy Class in einem Airbus A340 der Lufthansa

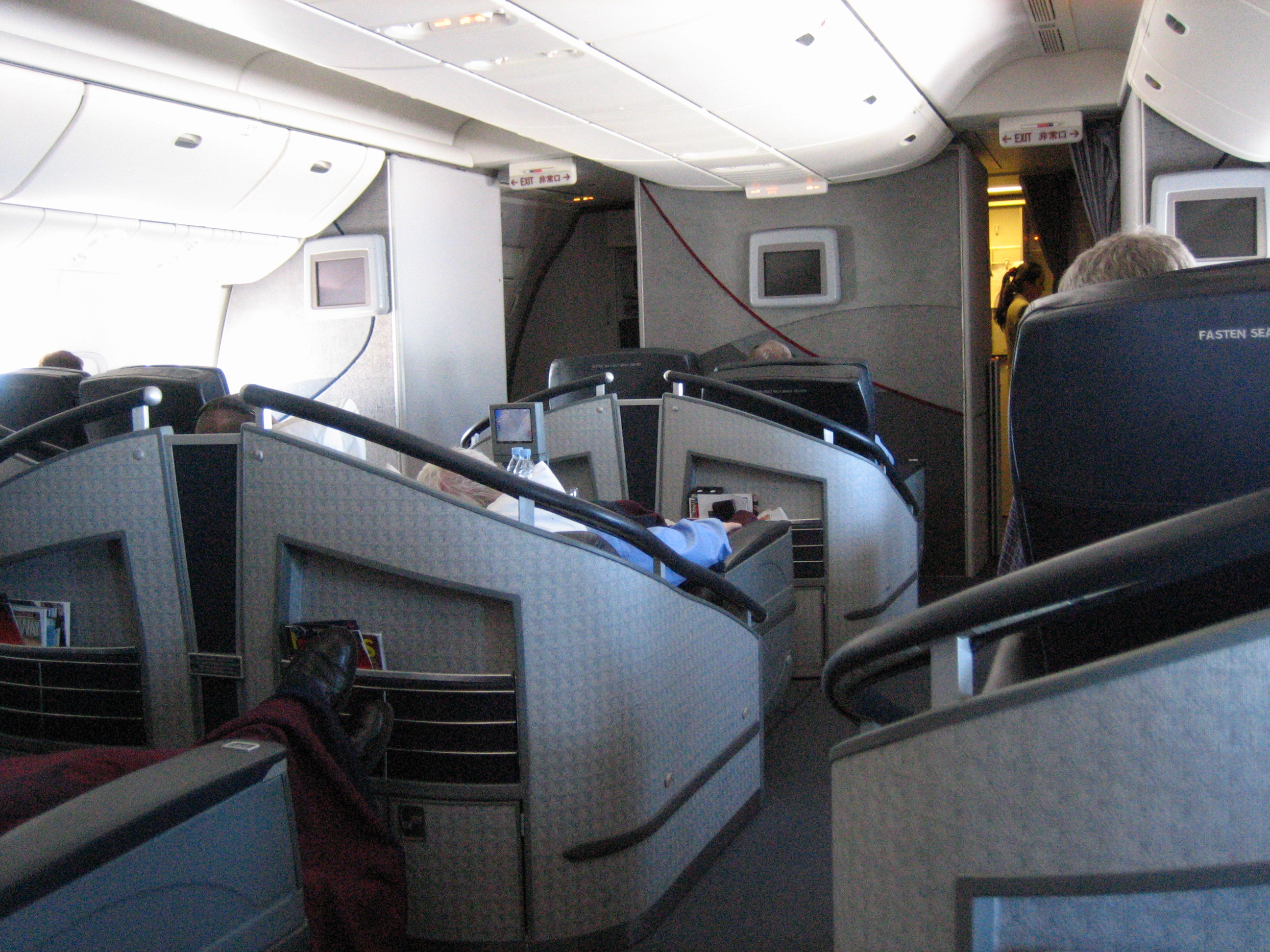
Kabine der First Class (American Airlines)

Für das Wohl und die Sicherheit der Passagiere an Bord sind während des Fluges Flugbegleiter zuständig, über die der Purser die Leitung innehat. Verantwortlich für den Flug, für das Flugzeug und die Besatzung ist der Pilot. Der Komfort während der Reise hängt insbesondere vom Qualitätsanspruch einer Fluggesellschaft, vom Flugzeugtyp (Großraum- oder Schmalrumpfflugzeug) sowie der gewählten Buchungsklasse ab. Der Gang ist in der Regel so breit wie ein Sitz. Der Servicewagen (Trolley) im jeweiligen Kabinenabschnitt versperrt während der Austeilung von Mahlzeiten und/oder Getränken sowie beim Einsammeln der Tabletts (Trays) etc. den Gang. Da sich in den meisten Flugzeugen Bordtoiletten sowohl im vorderen als auch im hinteren Kabinenteil befinden, ist allerdings meist mindestens eine Toilette erreichbar. Nur in Großraumflugzeugen mit zwei Parallelgängen ist auch eine Durchgangsmöglichkeit zum anderen Gang vorhanden. Hier wird vom Servicepersonal in der Regel darauf geachtet, dass in einem Kabinenabschnitt ein Gang frei bleibt.
In der Regel wird zwischen First Class, Business Class und Economy Class unterschieden, wobei bei der First Class der Komfort, die Schnelligkeit der Abfertigung und die Qualität der Dienstleistung am größten sind. Die Business Class ist eine Mittelstufe. Die Economy-Class nimmt den größten Teil der Sitzkapazität ein und hat den geringsten Komfort; dieses Angebot wird am häufigsten nachgefragt. 
Der Komfort in den Flughäfen hängt von der Flughafeninfrastruktur ab (Klimatisierung, Sitzmöglichkeiten für Wartezeiten, Lounges, Gepäckwagen, Service). Auch insoweit genießen Fluggäste mit Flugtickets der oberen Preiskategorien in der Regel verschiedene andere Vorteile gegenüber Fluggästen mit preisgünstigeren Buchungsklassen.
Während des Flugs kann man als Passagier ruhen oder schlafen, Musik hören, Filme ansehen, sich unterhalten, dösen oder lesen. Bordrestaurants oder Bars wie in Eisenbahnen, Duschen oder Schlafkojen werden nur sehr selten und nur bei sehr wenigen Fluggesellschaften angeboten. In manchen Großraumflugzeugen sind jedoch aus arbeitsrechtlichen Gründen Schlafkabinen für das fliegende Personal vorhanden. Diese werden vom Bordpersonal auf sehr langen Strecken, die im Zweischichtbetrieb beflogen werden, beispielsweise Europa ↔ Fernost, während der Ruhephase genutzt. Telefonieren ist bei vielen Fluggesellschaften über das Entertainmentsystem und bei einigen wenigen auch per Handy via Satellit möglich.
Rauchverbote an Bord sind seit den 1990/2000er-Jahren allgemein üblich. Manche muslimisch geführten Fluggesellschaften aus dem Nahen Osten verzichten zudem auf den Ausschank alkoholischer Getränke; auch bei den meisten anderen Fluggesellschaften ist zumindest übermäßiger Alkoholgenuss nicht gestattet.

## Regulärer Ablauf eines Verkehrsflugs

### Reiseplanung

#### Kriterien für die Flugauswahl

Reisebüros am Flughafen München

Am Anfang jeder Flugreise zu einem bestimmten Zielort steht die Wahl der Flugverbindung und der anbietenden Fluggesellschaft. Im gewerblichen Luftverkehr herrscht in der Regel eine starke marktwirtschaftliche Konkurrenzsituation. Der Wettbewerb zwischen Passagierfluggesellschaften wird über die Preisgestaltung (insbesondere bei Billigfluggesellschaften), das Streckenangebot, den Service oder über eine attraktive Kombination dieser Kundenanreize ausgetragen.
Sofern keine Unterbrechung der Reise an einem Zwischenziel gewünscht wird, ist ein Nonstopflug, das heißt ein Flug ohne Zwischenlandung, die schnellste Verbindung. Bietet nur eine Fluggesellschaft den gewünschten Flugtyp an, so wird die Preisgestaltung von der Fluggesellschaft allein an der Nachfrage bzw. an ggf. staatlich vorgegebenen Höchstpreisen ausgerichtet, da keine Preiskonkurrenz besteht. Eine ggf. preiswertere Alternative stellen insoweit zeitaufwändigere Direktflüge (das heißt mindestens eine Zwischenlandung und unmittelbarer Weiterflug mit demselben Flugzeug) oder Umsteigeverbindungen anderer Fluggesellschaften dar. Bucht man bei einer Fluggesellschaft, heißt dies nicht unbedingt, dass man auch von dieser transportiert wird (durch Codesharing oder Wet-Lease).
Im jeweils angebotenen Flugpreis sind in der Regel die Flugsicherheits- und Flughafengebühren enthalten. Ausreisegebühren, die in manchen Ländern verlangt werden, sind grundsätzlich nicht im Flugpreis enthalten.
Vor der Wahl von Umsteigeverbindungen sollte man berücksichtigen, dass es auf größeren Flughäfen erforderlich sein kann, in ein anderes Terminal zu wechseln, um einen Anschlussflug zu erreichen. Dies ist insbesondere dann oft der Fall, wenn beim Umstieg ein Wechsel der Fluggesellschaft oder zwischen Schengen- und Nicht-Schengen-Bereich erfolgt. Ist ein Terminalwechsel nicht auf der Luftseite möglich, muss der Sicherheitsbereich verlassen und die Sicherheitskontrolle erneut durchlaufen werden. In manchen Metropolen muss man für bestimmte Flüge sogar zu einem anderen Flughafen wechseln, wie beispielsweise in Paris mit seinen beiden Flughäfen Charles-De-Gaulle und Orly. Zwischen verschiedenen Terminals auf Großflughäfen werden oft flughafeneigene Busverbindungen (Shuttle-Busse) und zum Teil auch Schienennetze betrieben (beispielsweise mit Kabinenbahnen, Einschienenbahnen, Hängebahnen, U-Bahn etc.).
Einen weiteren Reisekostenfaktor stellt die Wahl der Buchungsklasse dar – je nach den individuellen Ansprüchen des Privatkunden bzw. dem von einem Firmenbediensteten zu beachtenden Reisekostenlimit.
In der Business und First Class ist es häufig möglich, schon vor Ausstellung der Bordkarte einen konkreten Sitzplatz reservieren zu lassen. In der Economy Class ist die Sitzplatzauswahl in den günstigsten Tarifen oft nicht oder erst beim Check-in kostenlos.
Viele Fluggesellschaften bieten unabhängig von der Buchungsklasse die Möglichkeit, eine bestimmte Art von Bordspeisen vorzubestellen (beispielsweise vegetarische oder mit Rücksicht auf religiöse Vorschriften besonders zubereitete Speisen mit oder ohne bestimmte Arten von Fleisch).
Die Schritte von der Flugbuchung bis einschließlich Erhalt der Bordkarte – je nach gewählter Fluggesellschaft – können in der Regel auch von zu Hause oder vom Büro aus zeitsparend erledigt werden.
Passagiere können bei den meisten Fluggesellschaften im Rahmen einer Mitgliedschaft in einem Vielfliegerprogramm Bonuspunkte („Meilen“) sammeln, mit denen man je nach Gutschrift verschiedene Mitgliedschaftsstufen und Freiflüge, Upgrades in Business- oder First Class oder Sachprämien erhalten kann.

#### Flugreservierung
Eine – in der Regel unentgeltliche – Reservierung (das heißt, wenn noch keine Festbuchung gewünscht ist) kann man nur bei wenigen Fluggesellschaften über das Internet, statt wie üblich fernmündlich beim Reisebüro oder bei einer Filiale der gewählten Fluggesellschaft vornehmen lassen. Wird der reservierte Flug innerhalb der vorgegebenen (ggf. verlängerbaren) Reservierungsfrist nicht verbindlich gebucht, so verfällt die Reservierung.

#### Flugbuchung

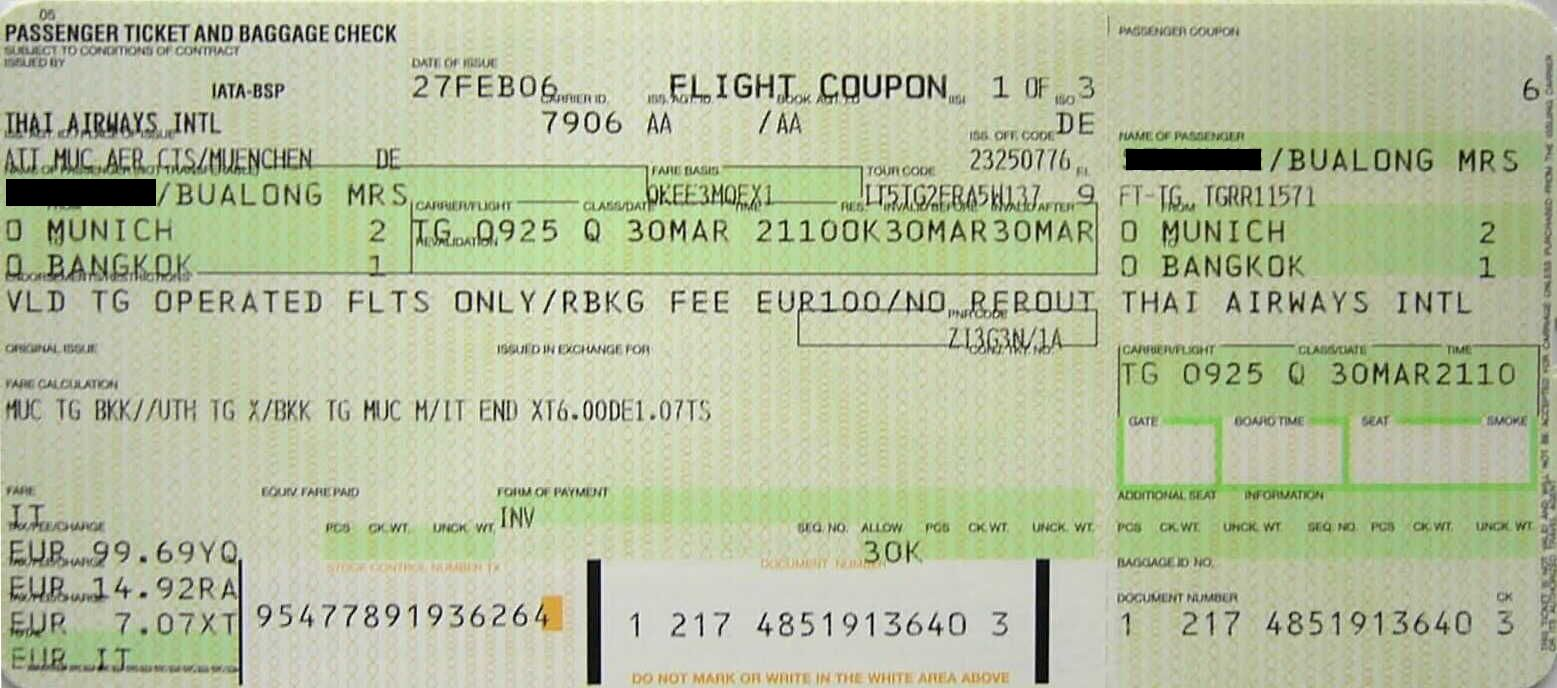
Flugticket

Bei der Flugbuchung handelt es sich um den Erwerb einer Beförderungsberechtigung für den gebuchten Flug gegen Bezahlung durch den Passagier selbst oder durch Dritte (Firma etc.). Als Nachweis über die erworbene Buchungsbestätigung erhielt der Passagier von einem Reisebüro oder einer Filiale der jeweiligen Fluggesellschaft einen Flugschein („Flugticket“). Inzwischen ersetzt eine virtuelle Flugbuchungsbestätigung das Ticket, wobei in der Regel ein persönlicher Buchungscode als vollwertiger Nachweis und Ersatz für das Papierticket fungiert. Die virtuelle Flugbuchungsbestätigung kann, muss jedoch nicht als Beleg in Papierform ausgedruckt werden. Nach den Allgemeinen Geschäftsbedingungen mancher Fluggesellschaften, insbesondere Charterfluggesellschaften, obliegt es dem Flugkunden, sich 24 Stunden vor dem mit der Flugbuchung bestätigten Abflugtermin die genaue Abflugzeit noch einmal bestätigen zu lassen. Unterlässt er dies und erscheint er deshalb nicht rechtzeitig vor dem endgültigen Abflugtermin, so verliert er sowohl den Beförderungsanspruch als auch einen vermeintlichen Anspruch auf (teilweise) Entschädigung für etwaige ihm aus der Terminverlegung entstandene Schäden.

#### Passagiere mit besonderer Betreuung

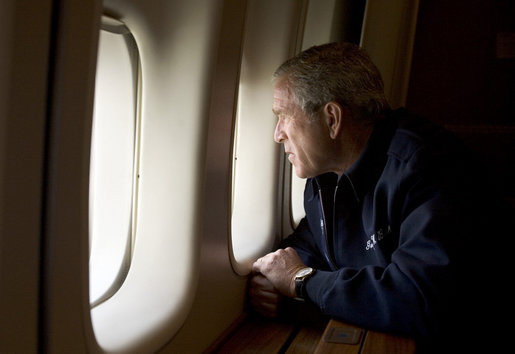
George Bush an Bord der Air Force One

Bei einigen Passagieren ist über die Routinebetreuung hinaus eine individuelle Betreuung gewünscht oder erforderlich. Damit die Fluggesellschaften ihre Servicekräfte rechtzeitig darauf vorbereiten können, empfiehlt es sich, bereits bei der Buchung auf den Grund der besonderen Betreuung hinzuweisen. Die Gründe können sehr vielfältig sein. Herausragende Prominente (beispielsweise Filmstars oder Spitzenpolitiker) legen meist Wert darauf, von zudringlichen Journalisten oder neugierigen Passagieren abgeschirmt zu werden.
Für diese sogenannten VIPs (very important persons) bieten die Fluggesellschaften (erforderlichenfalls in Zusammenarbeit mit Sicherheitsbehörden) spezielle Betreuungsprogramme an (VIP-Programme). Minderjährige ohne Begleitung Erwachsener, im Luftfahrtjargon UMs genannt (unaccompanied minors) können nach Voranmeldung pädagogisch erfahrenen Flugbegleitern anvertraut werden. Auch wer aufgrund einer Behinderung auf besondere Betreuung angewiesen ist (beispielsweise Rollstuhlservice am Ankunftsflughafen etc.), kann die erforderlichen Vorkehrungen am besten bereits bei der Buchung mit der Fluggesellschaft abstimmen. Mit Ausnahme der kostenintensiven VIP-Programme sind die besonderen Servicemaßnahmen in der Regel unentgeltlich, das heißt im Flugpreis bereits inbegriffen.

### Am Flughafen

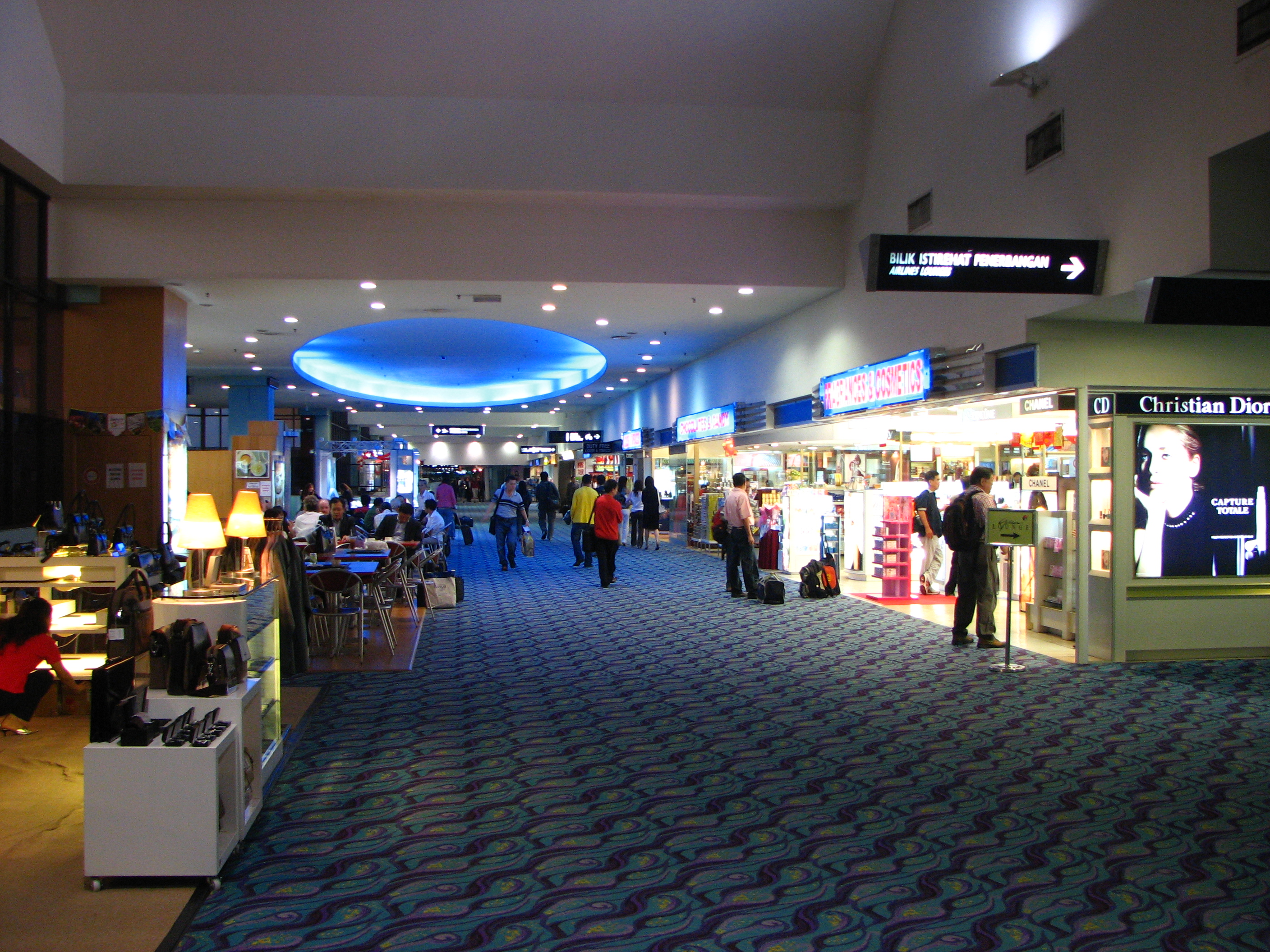
Interieur eines modernen internationalen Flughafens

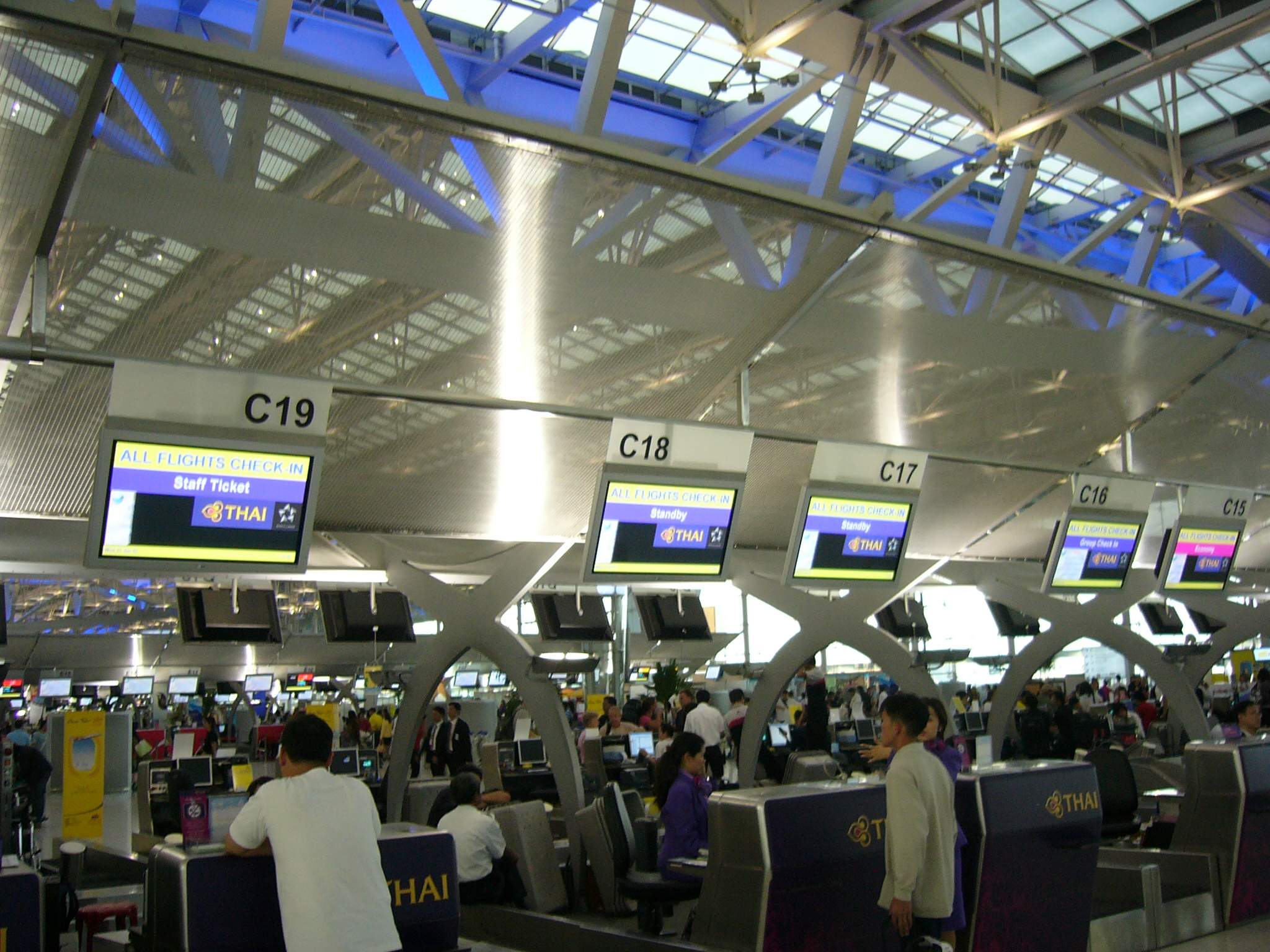
Check-in-Schalter in einem Großflughafen

#### Check-in
Um sich als Passagier am Abflughafen schnell darüber informieren zu können, an welchem Check-in-Schalter der von ihm gebuchte Flug abgefertigt wird, stehen bereits in den Zugangsbereichen zum Flughafen Anzeigetafeln (Abfluganzeigen), auf denen den Flugnummern die jeweiligen Check-in-Schalter-Nummern zugeordnet und spätestens kurz nach der Landung des für den Flug vorgesehenen Flugzeugs auch die Nummer des jeweiligen Flugsteigs angezeigt sind. Auf Flughäfen mit mehreren Terminals ist zusätzlich der entsprechende Terminal angegeben.
Innerhalb eines Terminalgebäudes kann man je nach Größe und Infrastruktur des jeweiligen Gebäudes kostenlos Kofferrollwagen ausleihen und über Rolltreppen hinaus auch Fahrsteige oder (seltener und meist nur nach Voranmeldung) teils von Flughafenpersonal gesteuerte Elektrofahrzeuge benutzen.
Fluganzeigetafeln wie in Bahnhöfen zeigen sowohl die Ankunft als auch den Abflug von Flugzeugen auf einem großen Display an.

##### Bordkarte

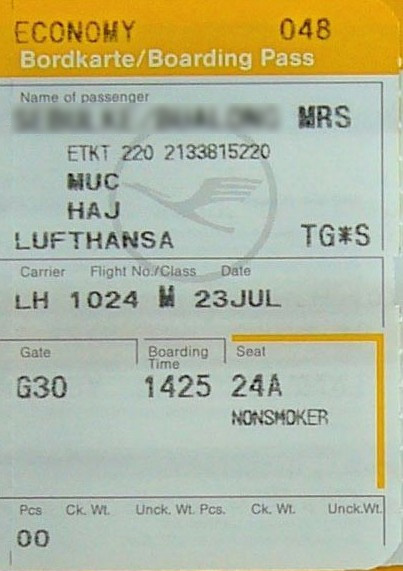
Bordkarte (Passagierabschnitt)

Um den gebuchten Flug antreten zu können, benötigt der Passagier eine Bordkarte, mit der er eine Berechtigung zum Einstieg in das konkrete für die Durchführung des gebuchten Flugs vorgesehene Flugzeug erhält. Während mit Ausstellung der Bordkarte bei den meisten Fluggesellschaften gleichzeitig eine verbindliche Reservierung eines konkreten, meist im Rahmen der noch vorhandenen Sitzvakanzen frei wählbaren Sitzplatzes in der bestätigten Buchungsklasse verbunden ist, gilt bei manchen Billigfluggesellschaften freie Sitzplatzwahl nach Betreten des Flugzeugs (je früher jemand an Bord gelassen wird, desto größer die Auswahl).
Die Bordkarte kann entweder am PC über eine Internetverbindung (nach Eingabe des Buchungscodes) abgerufen und ausgedruckt werden oder nach dem Check-in (Anmelden/Einchecken) am Check-in-Schalter der Fluggesellschaft oder eines von ihr beauftragten Unternehmens ausgestellt werden. Alternativ zu den Check-in-Schaltern werden heutzutage immer häufiger Check-in-Automaten an Flughäfen eingesetzt. An diesen kann sich der Passagier selbst mit meist verschiedenen Methoden (z. B. Buchungscode oder Personalausweis) anmelden und die Bordkarte selbst ausdrucken. Führt man größere Gepäckstücke mit sich, kann man bei bereits erfolgtem Check-In an sogenannten „Baggage DropOff“-Schaltern lediglich sein Gepäck abgeben. Eine im Internet erstellte Bordkarte muss nicht zwingend ausgedruckt werden, da diese an modernen Flughäfen auch beispielsweise mit dem Handy eingelesen werden kann (siehe E-Ticket). Wer sich bereits eine solche Bordkarte besorgt hat und lediglich mit Handgepäck (Kabinengepäck) reisen möchte, braucht sich nicht am Check-in-Schalter einzufinden, sondern kann sich schon direkt zu dem Flugsteig (Gate) begeben, von dem aus sein Flugzeug erreichbar ist. Dabei sollte er für etwaige Kontrollen – auch bei Inlandsflügen – zusätzlich stets seinen Personalausweis bzw. Reisepass mit sich führen.

#### Reisegepäck
Gepäck, das je nach Bestimmungen der jeweiligen Fluggesellschaft eine bestimmte Größe und ein bestimmtes Gewicht überschreitet und daher nicht in die Flugzeugkabine mitgenommen werden darf, muss am Check-in-Schalter als Reisegepäck aufgegeben werden, damit es von dort vom Bodenpersonal zum Flugzeug transportiert und in den Frachtraum des Flugzeugs verbracht werden kann. Dieser Gepäcktransport ist als Service im Flugpreis inbegriffen, sofern das Reisegepäck wiederum nicht ein bestimmtes Gewicht überschreitet. Anderenfalls wird ein Gepäckzuschlag zusätzlich zum Flugpreis fällig. Vor der Mitnahme von Tieren, sperrigen Gepäckstücken (beispielsweise Skier, Surfboards, Fahrräder etc.) sowie bei Spezialgepäck (insbesondere Waffen) sollte der Flugkunde unbedingt schon vor der Flugbuchung bei der Fluggesellschaft die Mitnahmemöglichkeiten abklären, um Komplikationen oder sogar einen Ausschluss vom Flugtransport zu vermeiden. Ist das Gepäck eingecheckt, erhält der Passagier zusätzlich zu seiner Bordkarte einen sogenannten Gepäckabschnitt als Beleg für seine Gepäckaufgabe. Fluggepäck, das verloren, beschädigt oder zerstört wurde, wird gem. dem Warschauer Abkommen über die Beförderung im internationalen Luftverkehr (im nationalen Luftverkehr gem. Verordnung (EG) Nr. 2027/97) ersetzt; für verspätet transportiertes Gepäck gibt es in aller Regel keinerlei Schadenersatz; ausgenommen sind z. B. Flüge im Rahmen einer Pauschalreise durch einen deutschen Reiseveranstalter.

##### Handgepäck
Für das Handgepäck von Passagieren in Luftfahrzeugen, die in einem EU-Land starten sind folgende Gegenstände gemäß Anlage 4-C der Verordnung (EG) Nr. 185/2010 der Kommission vom 4. März 2010 zur Festlegung von detaillierten Maßnahmen für die Durchführung der gemeinsamen Grundstandards in der Luftsicherheit in Verbindung mit Verordnung (EG) Nr. 297/2010 der Kommission zur Änderung der Verordnung (EG) Nr. 272/2009 unter anderem verboten:
- a) Gewehre, Feuerwaffen und sonstige Geräte, die zum Abschießen von Projektilen bestimmt sind
- b) Betäubungsgeräte, die speziell dazu bestimmt sind, eine Betäubung oder Bewegungsunfähigkeit zu bewirken
- c) spitze oder scharfe Gegenstände, die schwere Verletzungen hervorrufen können
- d) Werkzeuge, die schwere Verletzungen hervorrufen oder die Sicherheit des Luftfahrzeugs gefährden können
- e) stumpfe Gegenstände, die, wenn sie als Schlagwaffe eingesetzt werden, schwere Verletzungen hervorrufen können
- f) Spreng- und Brandstoffe sowie Spreng- und Brandsätze, die in der Lage sind oder zu sein scheinen, schwere Verletzungen hervorzurufen oder die Sicherheit des Luftfahrzeugs zu gefährden

Da etliche Kleingegenstände nicht im Handgepäck mitgeführt werden dürfen (Messer, Scheren, Spraydosen etc.), empfiehlt es sich, sich schon vor der Anreise zum Flughafen über die dort geltenden Bestimmungen zu informieren.

##### Hauptgepäck
Für das aufgegebene Hauptgepäck gelten für Fluggäste in Luftfahrzeugen, die in einem EU-Land starten, gemäß Anlage 5-B Verordnung (EG) Nr. 185/2010 der Kommission vom 4. März 2010 zur Festlegung von detaillierten Maßnahmen für die Durchführung der gemeinsamen Grundstandards in der Luftsicherheit in Verbindung mit Verordnung (EG) Nr. 297/2010 der Kommission zur Änderung der Verordnung (EG) Nr. 272/2009 zur Ergänzung der gemeinsamen Grundstandards für die Sicherheit der Zivilluftfahrt sowie nationaler Ausnahmeregelungen folgende Verbote:
- Spreng- und Brandstoffe
- Spreng- und Brandsätze, die in der Lage sind, schwere Verletzungen hervorzurufen oder die Sicherheit des Luftfahrzeugs zu gefährden

Einschränkungen hinsichtlich der zulässigen Gepäckinhalte ergeben sich bei Reisen außerhalb des Schengen-Raums ferner durch die erforderliche Zollkontrolle.

#### Sicherheits- und Ausreisekontrolle

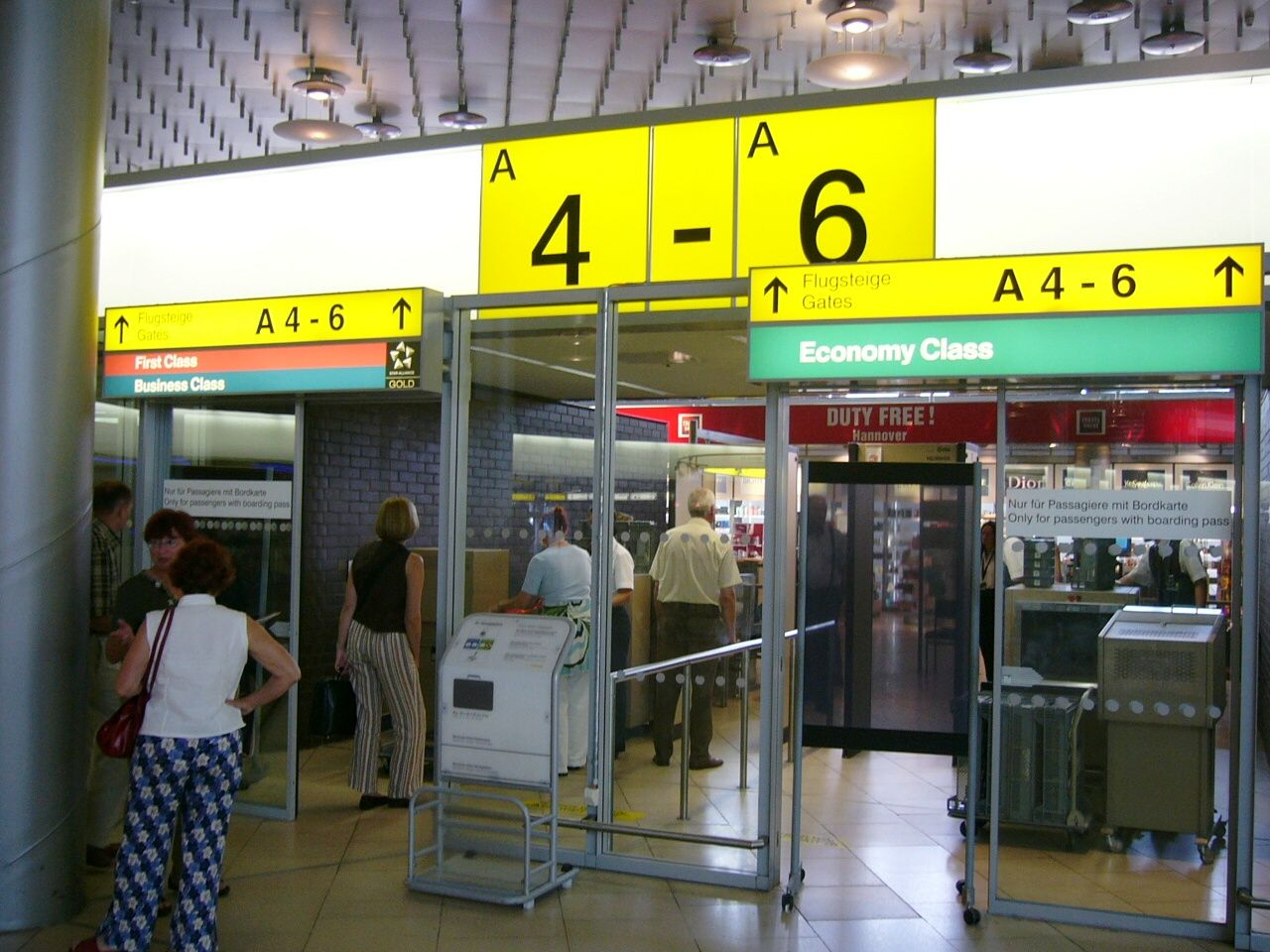
Unterscheidung der Passagiere nach Beförderungsklassen am Zugang zum Transitbereich

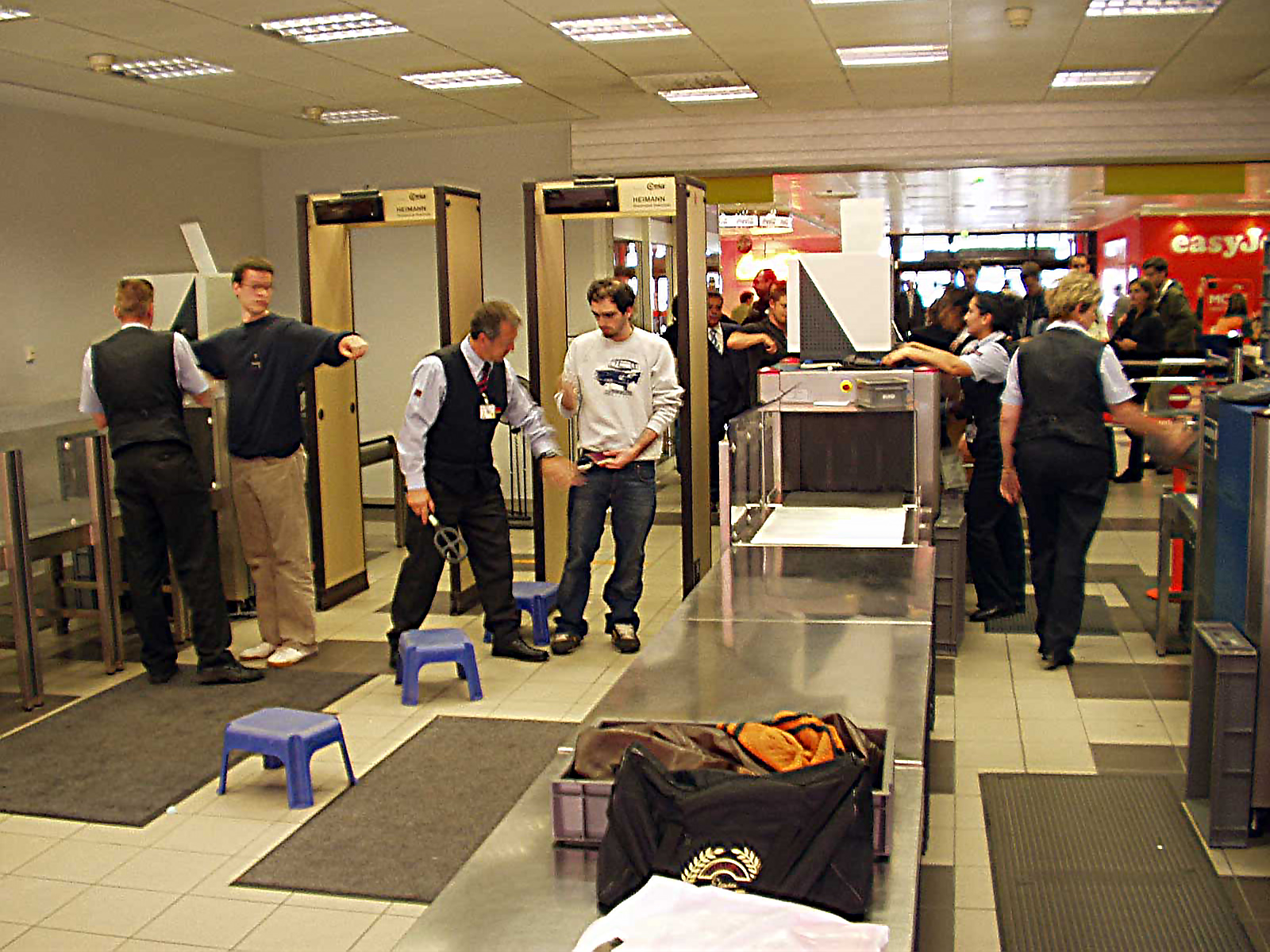
Sicherheitskontrolle

Jeder Passagier muss vor dem Erreichen des Flugsteig eine Sicherheitskontrolle passieren (Durchleuchtung des Handgepäcks, Detektierung des Fluggastes nach metallischen Gegenständen und ggf. Personendurchsuchung auf gefährliche Gegenstände). Bei internationalen Reisen außerhalb des Schengen-Raums wird zusätzlich eine Passkontrolle nötig.
Während der Weg von der Sicherheitskontrolle bis zum Flugsteig auf Flughäfen mit dezentralen Sicherheitskontrolleinrichtungen in der Nähe des jeweiligen Flugsteigs sehr kurz ist (beispielsweise Flughafen Berlin-Tegel), muss man bei Flughäfen mit zentral vorgelagerten Sicherheitskontrollen (beispielsweise Amsterdam-Schiphol und Brüssel-Zaventem) oft längere Wartezeiten und sodann einen längeren Weg bis zum Flugsteig einkalkulieren (in Rush-Hour-Phasen insgesamt manchmal sogar bis zu eine Stunde). Orientierung für die Dauer der Wege bis zu den Flugsteigen vermitteln die Werte der so genannten Mindestumsteigezeit.

#### Eintreffen im Sicherheitsbereich
Hat man die Zutrittskontrollen passiert, befindet man sich im Sicherheitsbereich des Flughafens, der auch die mit Sitzmöglichkeiten und Toiletten ausgestatteten Warteräume oder Wartezonen vor den jeweiligen Flugsteigen (Gates) umfasst. In größeren Flughäfen bestehen im Sicherheitsbereich auch gastronomische Einrichtungen und Einkaufsmöglichkeiten für den Reisebedarf, allerdings in der Regel zu überdurchschnittlich hohen Preisen (man sollte sich nicht von Duty-free täuschen lassen).
Wer bereits eingecheckt ist, kann sich entweder zum Flugsteig begeben oder, falls noch genügend Zeit bis zur Last-Boarding Time verbleibt, die Zeit mit Shopping oder in gastronomischen Einrichtungen nutzen. Soweit für gehobene Buchungsklassen vorhanden können Passagiere auch in einer mit besonderen Serviceeinrichtungen (beispielsweise mit Internetanschlüssen für Laptops, teils sogar mit Duschmöglichkeiten) ausgestatteten Flughafenlounge aufhalten.

#### Boarding
Im Wartebereich treffen nach und nach die Passagiere ein, die im Besitz einer Bordkarte sind. Von unvorhergesehenen Verzögerungen abgesehen (beispielsweise aus technischen Gründen, wetter- oder verkehrsbedingt), wird wenige Minuten nach der Last Boarding Time das Boarding mit der sinngemäßen Durchsage eingeleitet, der Flug XY 123 sei nun „zum Einsteigen bereit“ und es werde gebeten, Bordkarte und Personalausweis bzw. Reisepass bereitzuhalten. Sodann wird meist eine Reihenfolge für das Boarding bekanntgegeben, indem verschiedene Passagiergruppen beschrieben werden, die nacheinander am Flugsteig-Schalter die Bordkarte vorzeigen sollen, beispielsweise zunächst Kinder mit ihren Begleitpersonen, Schwerbehinderte und Passagiere nach Sitzplatzreihen. Passagiere der Business Class bzw. First Class dürfen meistens als erste an Bord gehen.
Bei Billigfluggesellschaften, die keine Platzreservierungen mittels Bordkarte vornehmen, wird die Reihenfolge nicht anhand der Sitzplatznummern, sondern anhand der Bordkartennummern gebildet. An modernen Flughäfen wird die gedruckte oder elektronische Bordkarte am Flugsteig-Schalter mittels Scanner eingelesen. Früher wurden die Bordkarten gegen Rückerhalt eines Bordkartenabrisses (mit der persönlichen Sitzplatzangabe, falls Platzreservierung üblich ist) abgegeben. Selten wird zusätzlich zur Bordkarte das Vorzeigen eines Personal- oder Reisepasses verlangt. Wurde der Flugsteig-Schalter passiert, so führt der Weg in das bereitstehende Flugzeug entweder direkt über eine Fluggastbrücke oder Vorfeldbusse transportieren die Passagiere bis an die Gangway am Flugzeug (auf kleinen Flughäfen und bei Billigfluggesellschaften werden Passagiere auch oft in Gruppen zu Fuß bis an das Flugzeug geleitet). Beim Betreten des Flugzeugs – insbesondere, wenn der Einstieg vom Flughafenvorfeld aus über eine Gangway erfolgt – muss damit gerechnet werden, dass die Bordkarte kurz der Begrüßungscrew gezeigt werden muss. Hat man das Handgepäck im Handgepäckfach über dem Sitzplatz und/oder unter dem jeweiligen Flugzeugsitz (sofern sich dieser nicht an einem Notausgang befindet) verstaut, nimmt man seinen Sitzplatz ein und schließt seinen dort befindlichen Sicherheitsgurt (Hüftgurt).

#### Melde-/Annahmeschlusszeit und Last Boarding Time
Für das Erscheinen (englisch Show-Up) der Passagiere am Flugsteig wird ein Zeitfenster (Zeitspanne zwischen Einchecken und Abflugzeit) durch die Fluggesellschaft vorgegeben, wobei die Passagiere spätestens bis zur sogenannten Annahme-/Meldeschlusszeit (Zeitspannenbeginn) im Besitz ihrer Bordkarten sein, d. h. eingecheckt haben müssen. Diese Regelung sichert im Falle von Überbuchungen Passagierrechte und ist für Mitarbeiter der Fluggesellschaften maßgeblich für die Bearbeitung der Warteliste (Stand-by). Da von den Passagieren auf manchen Großflughäfen noch ein weiter Weg vom Check-in-Schalter bis zum Flugsteig zurückzulegen ist, empfiehlt es sich insbesondere für Passagiere mit Reisegepäck bereits deutlich vor Beginn der Meldeschlusszeit am Check-in-Schalter einzutreffen. Oft ist die Meldeschlusszeit sogar mit der Last Boarding Time identisch, bis zu der sich Passagiere spätestens am Flugsteig eingefunden haben müssen. Wer bis zum Beginn der Last Boarding Time noch nicht am Flugsteig eingetroffen ist (der Flugsteig ist nicht identisch mit dem oben angeführten Check-in-Schalter), muss auf die Kulanz der jeweiligen Fluggesellschaft hoffen und verliert spätestens nach dem letzten Aufruf mittels Lautsprecherdurchsage (englisch Last Call) als sogenannter „No-Show“ seinen rechtlichen Anspruch auf die gebuchte Flugbeförderung. Bei Kurz- und Mittelstrecken-Flugzielen beträgt das Zeitfenster in der Regel 30 Minuten vor Abflug, bei Langstrecken-Zielen kann es teilweise zwei Stunden und mehr betragen.

### Im Flugzeug

#### Startvorbereitung in der Kabine

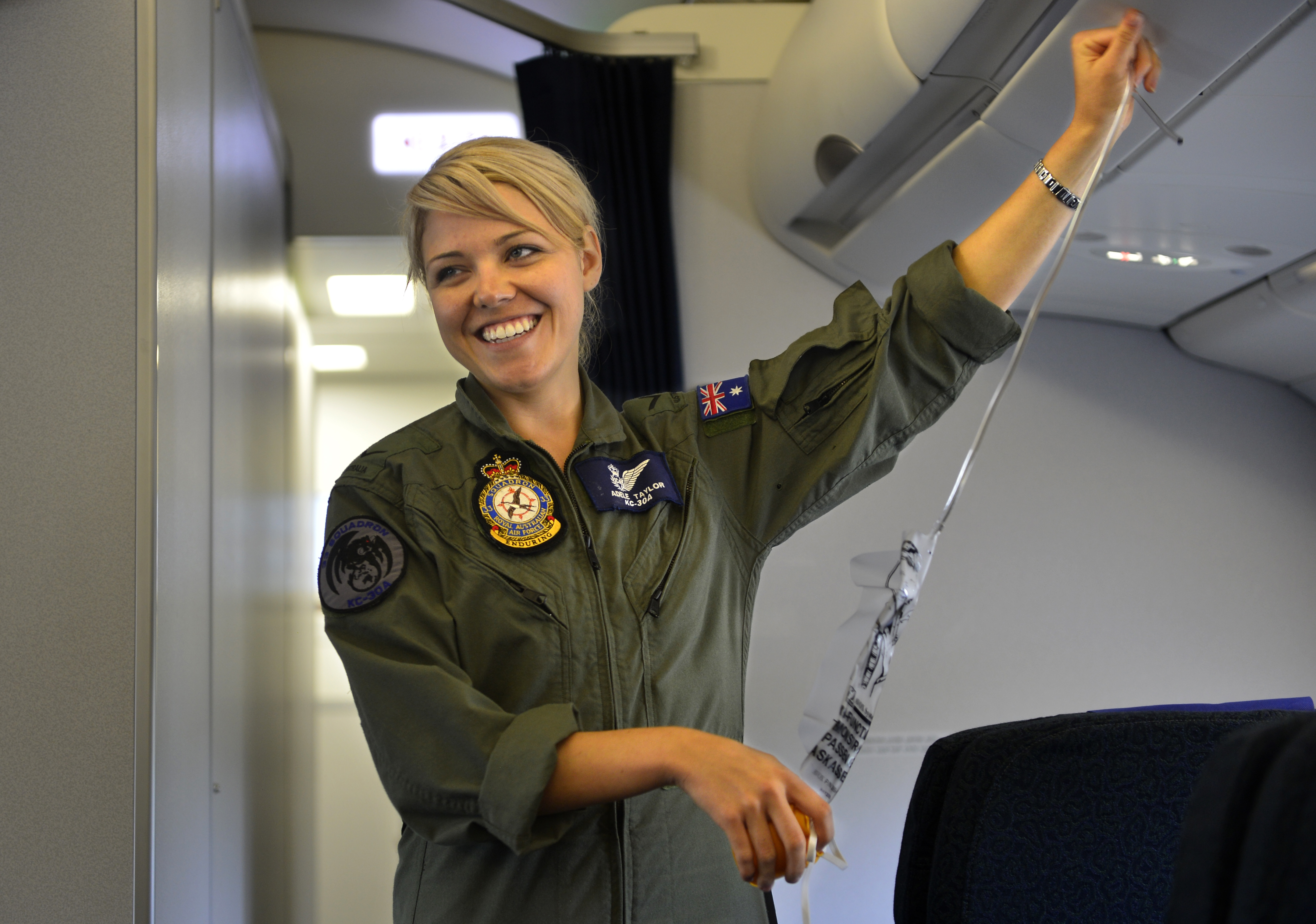
Die Sicherheitsunterweisung an Bord ist nach der ICAO vorgeschrieben und findet vor jedem Start statt (hier wird die Verwendung der Sauerstoffmasken durch eine Soldatin der RAAF vorgeführt)

Ist das Boarding abgeschlossen („boarding completed“), wird dies dem Ramp Agent mitgeteilt und anschließend der Befehl erteilt, die Türen zu schließen sowie in Flugposition zu bringen („Cabin attendants, all doors in flight“). Das bewirkt, dass im Falle einer Notlandung die Notrutschen sich automatisch entfalten, sobald die Tür geöffnet wird. Oftmals folgt noch der Hinweis „cross-check please“, was bedeutet, dass die Türen beidseitig kontrolliert werden sollen. Spätestens ab diesem Moment hat der Kapitän die alleinige Bordgewalt.
Haben alle Passagiere ihre Sitze eingenommen, erfolgt die Begrüßung an Bord im Namen der Fluggesellschaft (ggf. auch der Allianz), die in der Regel durch den/die Purser/-ette (manchmal auch durch den Flugkapitän oder den Copiloten) durchgeführt wird. Hierbei wird in der Regel die Route, das Ziel, das Wetter, die Ankunftszeit und die Flugdauer usw. genannt. Dies erfolgt bei internationalen Flügen mindestens in zwei Sprachen, wobei eine Sprache fast ausnahmslos Englisch ist. Anschließend erfolgt die Sicherheitsunterweisung der Passagiere durch das Kabinenpersonal für das Verhalten im Notfall, insbesondere Hinweis auf die Notausgänge sowie exemplarische Vorführung und Erläuterung des Sicherheitsgurts, der Sauerstoffmaske und der Schwimmweste oder der Sitzfläche als Schwimmkörper.
Mittlerweile erfolgt diese Unterweisung meist mittels Kurzlehrfilm auf Video-Monitoren, sofern der entsprechende Flugzeugtyp mit solchen ausgestattet ist. Kurz vor Erreichen der Startbahn werden die Passagiere aufgefordert, auf ihren Sitzen die Sicherheitsgurte (Hüftgurte) anzulegen und darauf zu achten, dass die Rückenlehnen ihrer Sitze sich in aufrechter Position befinden, die an der Rückseite der Rückenlehnen angebrachten Klapptischchen hochgeklappt und elektronische Geräte (beispielsweise Handy und Laptop) ausgeschaltet sind. Wer nach dieser Aufforderung nicht angeschnallt ist, handelt bis zum Erlöschen der Anschnallzeichen auf eigene Gefahr, was zum versicherungsrechtlichen Haftungsausschluss bei eventuell aus dieser Pflichtverletzung resultierenden Personenschäden führen kann.

#### Letzte Startvorbereitungen im Cockpit

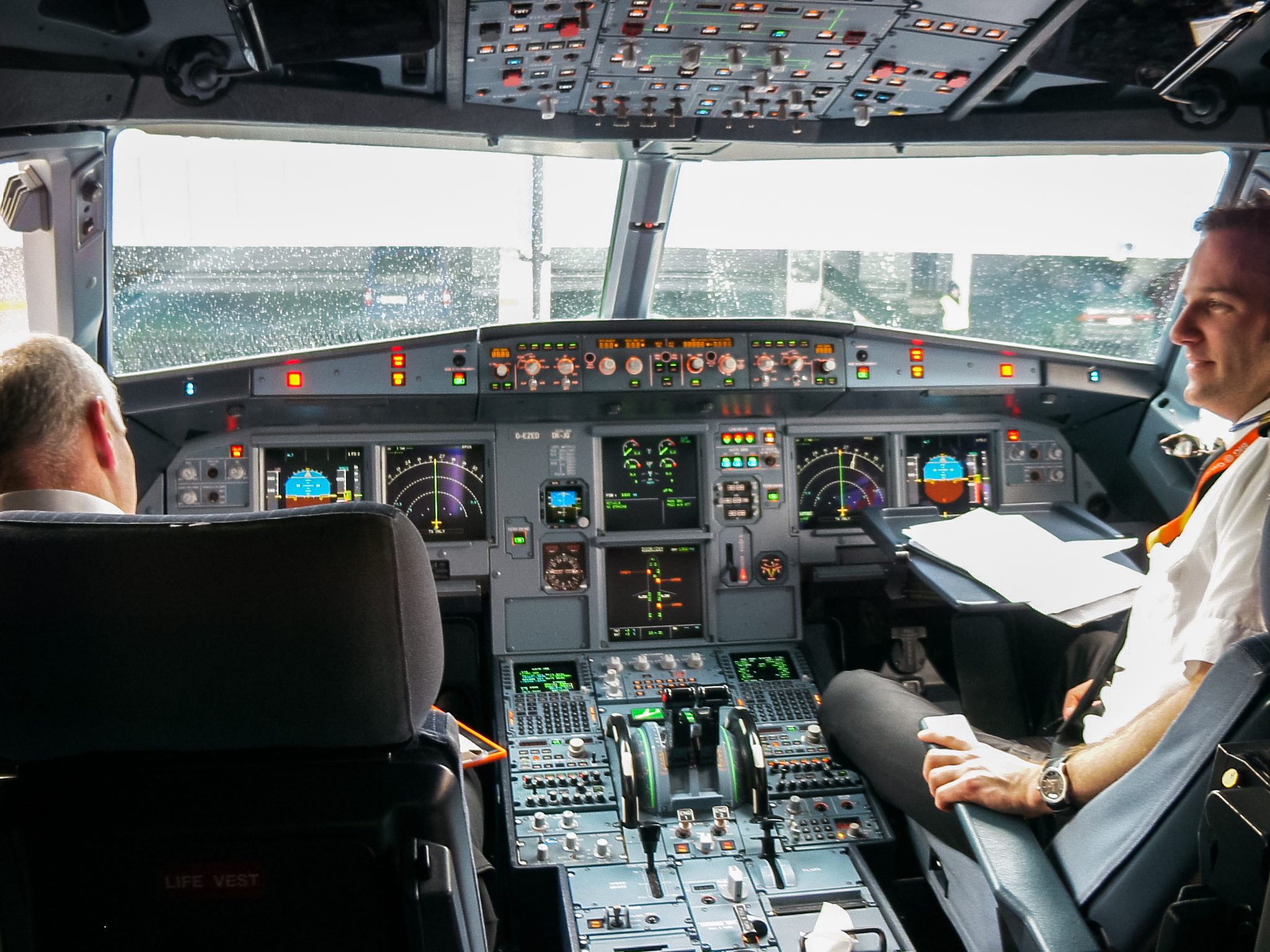
Cockpit eines Airbus A319

Während die Passagiere die oben angeführten Vorbereitungsphasen durchlaufen haben, haben parallel etliche Startvorbereitungen durch das Flughafen- und Bordpersonal stattgefunden. Die Zeit während des Rollens des Flugzeugs bis zur Startbahn wird im Cockpit dazu genutzt, letzte Routinekontrollen anhand der umfangreichen Checkliste für die Bordsysteme durchzuführen (beispielsweise an den beweglichen Teilen der Tragflächen und des Seitenleitwerks). Nachdem sich die Flugbegleiter in ihren Klapp-Sitzplätzen (Jumpseats) angegurtet haben und letzte Startvorbereitungen im Cockpit abgeschlossen sind, teilt das Cockpitpersonal dem für sie zuständigen Fluglotsen im Kontrollturm des Flughafens über Funk mit, dass das Flugzeug startbereit ist („ready for departure“). Je nach aktuellem Start- und Landeverkehr erfolgt sofort oder wenige Minuten später die Startfreigabe durch den Fluglotsen („take-off-clearance“). Das Flugzeug wird sodann auf die optimale Startgeschwindigkeit beschleunigt, die anhand des Startgewichts und der äußeren Einflüsse ermittelt wurde.

#### Startphase
Auf dem Flugzeugsitz sicher angeschnallt, verspürt man, wie der eigene Körper aufgrund der hohen Anfangsbeschleunigung (von 0 auf bis zu 300 km/h in wenigen Sekunden) gegen die Rückenlehne gedrückt wird. Sobald das leichte, von der hohen Startgeschwindigkeit herrührende Vibrieren der Kabine aufhört und das Flugzeug um seine Querachse rotiert (das Bugfahrwerk wird vom Boden abgehoben und das Flugzeug geht in eine Steigfluglage mit einem Winkel von 10 bis zu 20 Grad über), wissen die Passagiere, dass das Flugzeug abgehoben hat. Wer in der Flugzeugrumpfmitte sitzt, kann von seinem Sitzplatz aus deutlich hören, wie das eingefahrene Fahrwerk in den Fahrwerkschächten einrastet. Erst wenn das Flugzeug nach rund 10 bis 20 Minuten seine Reiseflughöhe erreicht hat (bei Strahlflugzeugen zwischen rund 8.000 und 12.000 Meter Höhe über Grund, bei Propeller- und Turboprop-Flugzeugen in geringerer Höhe), befindet sich das Flugzeug wieder nahezu in der Horizontalen (ein Anstellwinkel von 3 bis 5° ist je nach Flugzeugtyp üblich). Da das Flugzeug nun mit konstanter Reisegeschwindigkeit fliegt (bei Strahlflugzeugen bis zu 990 km/h, bei Propeller- und Turboprop-Flugzeugen zwischen rund 300 und 700 km/h), sind in der Kabine keine Beschleunigungskräfte mehr zu spüren. Die Anschnallzeichen erlöschen und der „Bordalltag“ beginnt (wobei die Kabinenbesatzung teils auch schon zuvor während des Steigflugs ihre Sitzplätze wieder verlässt). Je nachdem, wie viel im Cockpit gerade zu erledigen ist, erfolgt einige Zeit später die persönliche Begrüßung durch den Flugkapitän oder den Copiloten mit Angaben zu Flugroute und Wetterverhältnissen über Bordlautsprecher („public announcement“ – PA).

#### Bordunterhaltung

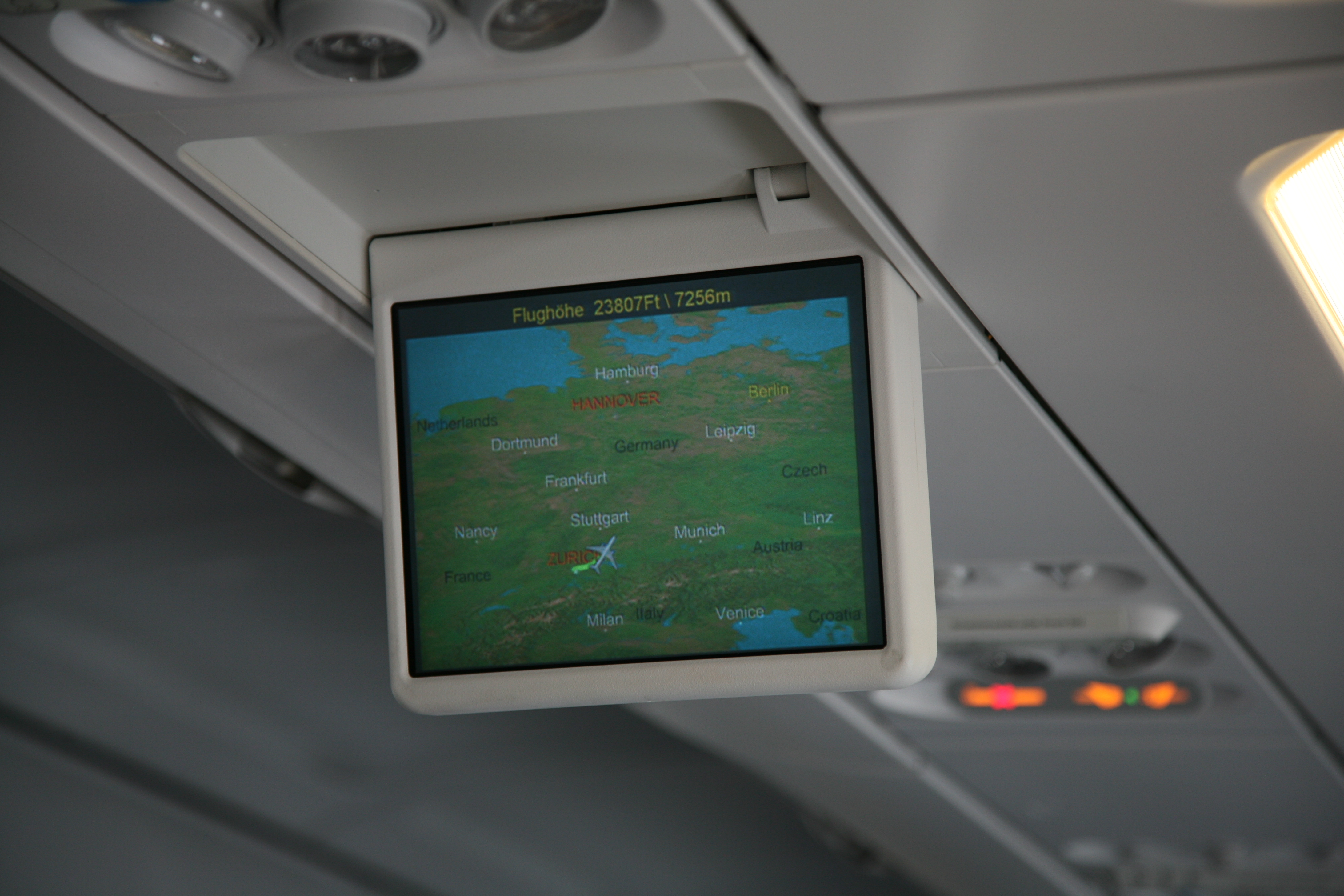
Ein Bildschirm mit aktuellen Flugdaten in der Passagierkabine eines Flugzeugs

Je nach Fluggesellschaft und Buchungsklasse stehen den Passagieren verschiedene Arten von Bordunterhaltung zur Verfügung, um sich die Reisezeit zu vertreiben. Über das Lesen von Bordlektüre hinaus können sie mittels verteilten Kleinkopfhörern Musik hören, Filme und Nachrichtensendungen (In-flight Entertainment, „Bordkino“) über Videomonitore anschauen, mitgebrachte Unterhaltungselektronik benutzen (Laptops nicht in der Start- und Landephase) oder in Großraumflugzeugen „spazieren gehen“ (möglichst nicht während der Essensausgaben; im Unterschied zu früher werden (angemeldete) Besuche im Cockpit aufgrund der heutigen erhöhten Sicherheitsvorkehrungen in der Regel nicht mehr zugelassen). Als Alternative zu fest installierten Bildschirmen bieten einige Fluggesellschaften an, die Bordunterhaltung per WLAN auf dem Smartphone, Tablet oder Laptop zu nutzen. Zunehmend bieten Fluggesellschaften auch Internetzugänge über WLAN an. Für kleinere Kinder hält das Kabinenpersonal häufig Bordspielzeug bereit (je nach Alter der Kinder beispielsweise Plüschtiere, Bauklötzchen, Flugzeugmodelle, Puzzle-Spiele, Kinderbücher etc.).

#### Bordmahlzeiten und Getränkeabgabe

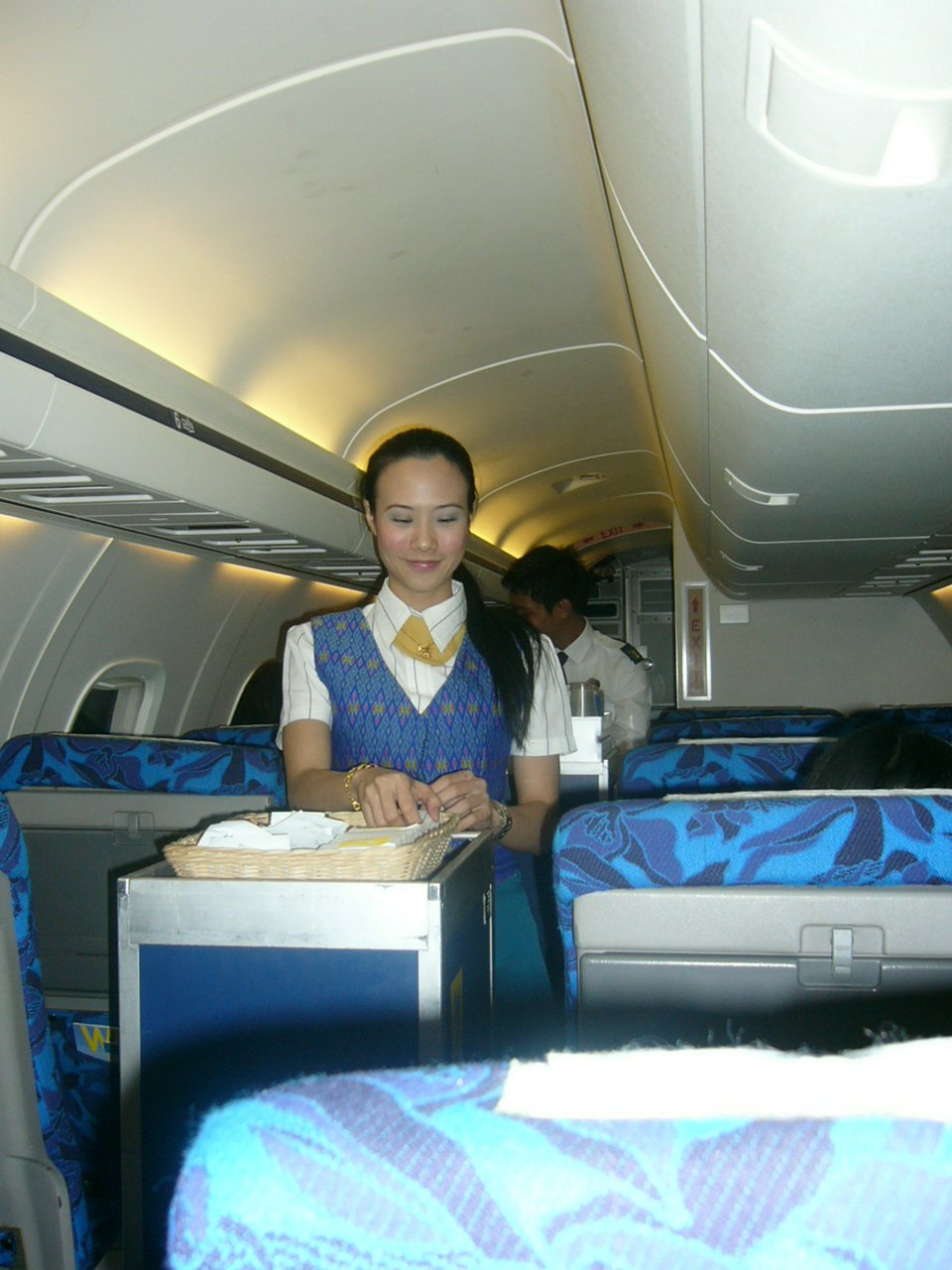
Stewardess beim Servieren

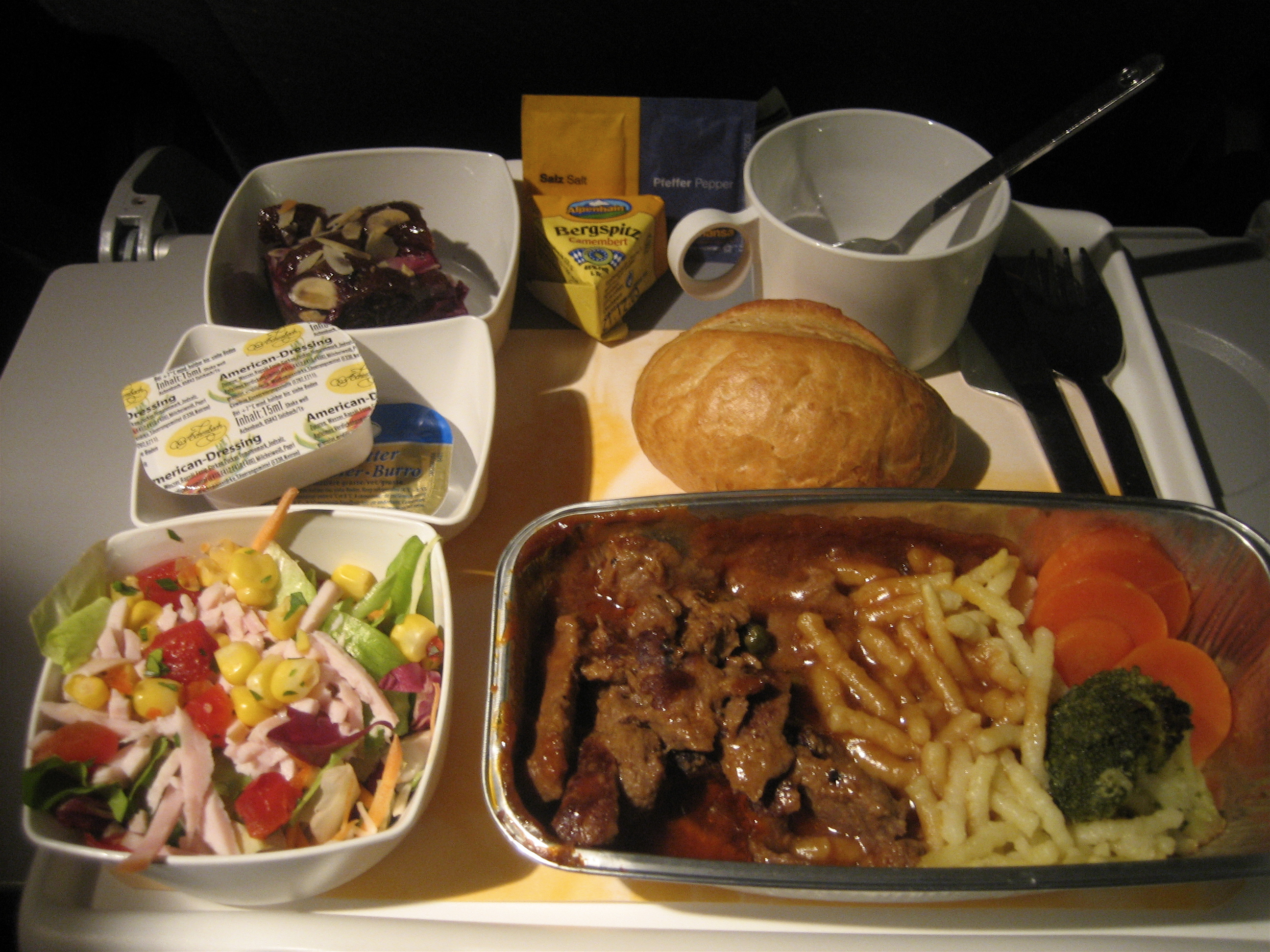
Speisen im Flugzeug

Je nach Dauer des Flugs beginnen die Flugbegleiter bei Erreichen der Reiseflughöhe mit dem Servieren von Speisen und Getränken, bei Billigfluggesellschaften allerdings nur gegen Entgelt. Der Umfang des Angebots ist je nach Buchungsklasse und Fluggesellschaft sehr unterschiedlich.
Über die reine Verpflegung hinaus dienen die Bordmahlzeiten insbesondere bei längeren Flügen auch als kurzweilige Abwechslung für die Passagiere im Bordgeschehen. Bei Interkontinentalflügen können die Reisenden auch Spezialmahlzeiten vorbestellen, diese sind entweder nach religiösen Vorschriften (beispielsweise Kosher, Hindu), vegetarisch (Vegetarisch, Asiatisch-Vegetarisch) oder nach besonderen Diätvorschriften (beispielsweise Salzarm, Cholesterinarm) zubereitet.
Überdurchschnittlich beliebt als Getränk ist Tomatensaft. Zurückzuführen ist dies vermutlich auf den veränderten Geschmackseindruck, der durch den in den Flugkabinen herrschenden Niederdruck entsteht.

#### Vorsichtsmaßnahmen bei unruhigen Fluglagen
Besteht nach Einschätzung des Flugkapitäns eine konkrete oder latente Gefahr von Luftturbulenzen (generell während der Start- und Landephase, während des Reiseflugs situationsabhängig), so lässt er den Purser die Passagiere auffordern, auf ihren Sitzen die Sicherheitsgurte (Hüftgurte) anzulegen. Parallel wird von der Cockpitbesatzung oder vom Purser per Knopfdruck ein elektronisch generierter Gong und das Aufleuchten der Anschnallzeichen über den Sitzen ausgelöst. Für Passagiere, die sich bei Luftturbulenzen aufgrund der vertikalen und horizontalen Schaukelbewegungen des Flugzeugrumpfs übergeben müssen, liegen manchmal in den Taschenfächern der Rückenlehnen des Vordermanns Spuckbeutel bereit – falls nicht, können sie jederzeit vom Bordpersonal zur Verfügung gestellt werden. Die Beutel können dem Kabinenpersonal nach Gebrauch zur Entsorgung ausgehändigt werden. Ist die Gefahr oder die eingetretene Turbulenz vorüber, wird dies ebenfalls durch den Gong sowie durch Erlöschen der Anschnallzeichen angezeigt. Die Fluggesellschaften empfehlen, im Normalfall angeschnallt zu bleiben, und die Flugbegleiter achten darauf, dass schlafende Fluggäste sichtbar angeschnallt sind.

#### Einreiseformulare
Je nach Flugziel (insbesondere bei Visumpflicht) wird an Bord die Möglichkeit angeboten, Einreiseformulare auszufüllen, die von Flugbegleitern ausgeteilt, wieder eingesammelt und kurz nach der Landung von der Fluggesellschaft den Einreisebehörden übergeben werden. Da das Personal der Fluggesellschaft keinerlei behördliche Befugnisse besitzt, handelt es sich insoweit lediglich um eine Botenfunktion als zusätzlichen Service für die Passagiere. Dieses der Einreisekontrolle vorgelagerte Verfahren kann erheblich zur Beschleunigung der Einreise beitragen.

#### Landephase

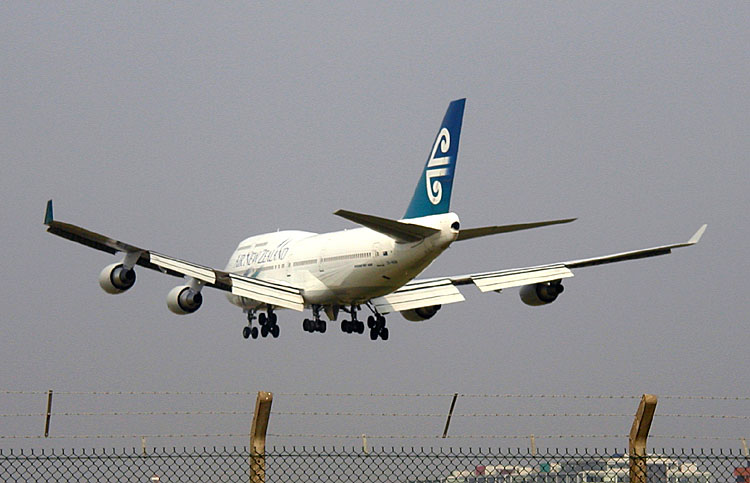
Eine Boeing 747 bei der Landung.

Kurz vor Einleitung der Landephase ergeht die Aufforderung an die Passagiere, auf ihren Sitzen die Sicherheitsgurte (Hüftgurte) anzulegen, die Rückenlehnen in aufrechte Position zu bringen, die an der Rückseite der Rückenlehnen angebrachten Klapptischchen wieder hochzuklappen und elektronische Geräte (beispielsweise Laptops) wieder auszuschalten. Durchschnittlich rund eine Viertelstunde danach landet das Flugzeug auf dem Zielflughafen. Wer während dieser Zeit nicht angeschnallt ist, gefährdet mögliche Ansprüche gegen Fluggesellschaften und Versicherer bei Personenschäden nach Unfällen aus dem Gesichtspunkt des Mitverschuldens, was im Einzelfall zur Reduzierung des Anspruchs auf Null führen kann. Gleiches gilt für Passagiere, die nach dem Aufsetzen entgegen der regelmäßigen Aufforderung durch das Bordpersonal vor Erreichen der endgültigen Parkposition des Flugzeugs ihren Gurt lösen.

### Nach dem Flug

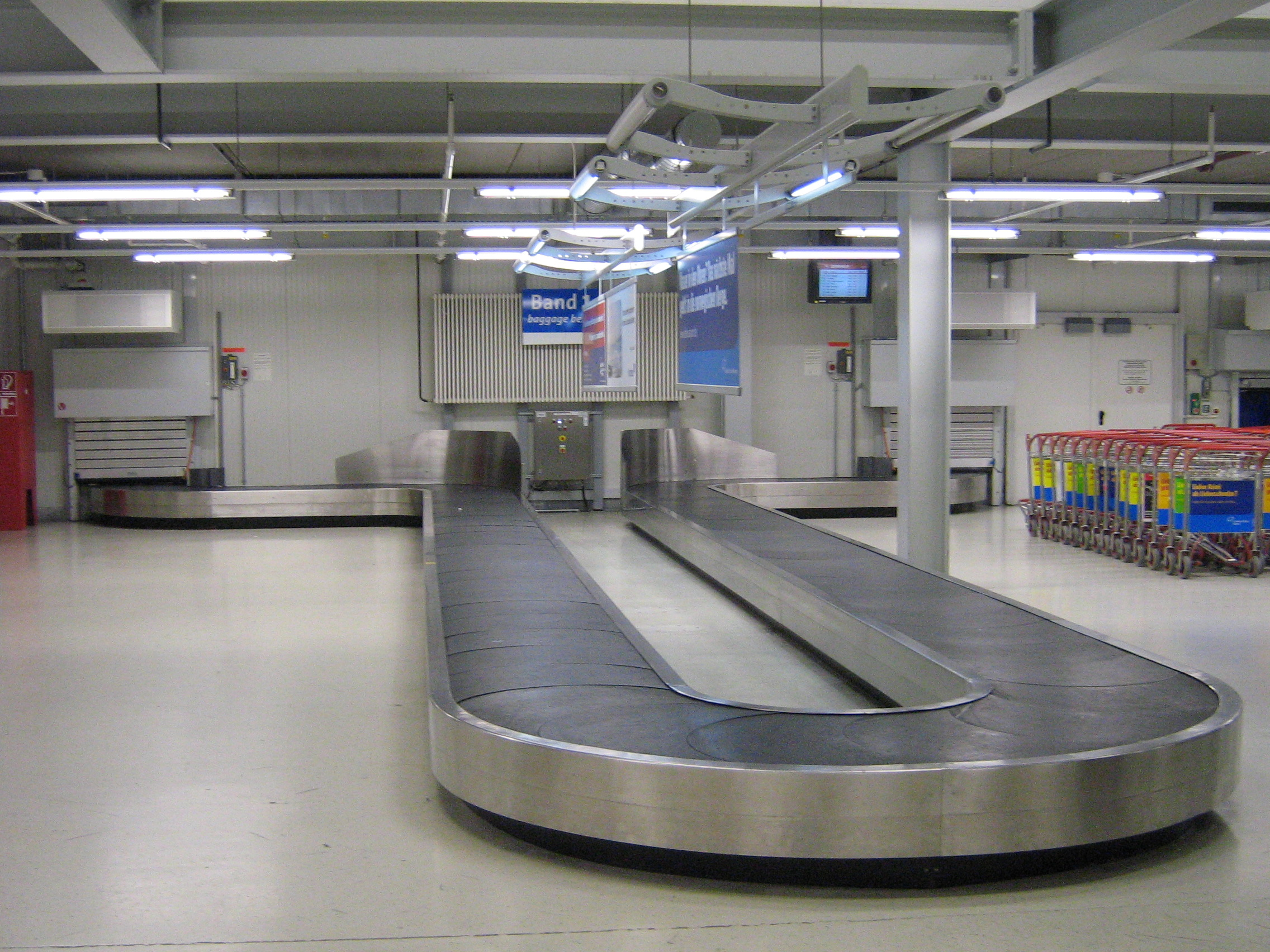
Gepäckausgabeband

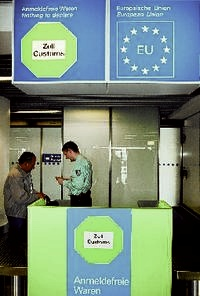
Zollkontrolle am Frankfurter Flughafen

Nach der Landung rollt das Flugzeug zu der ihm von der Vorfeldkontrolle zugewiesenen Parkposition. Dort angekommen ergeht das Kommando „Cabin attendants, all doors in park“, woraufhin die Flugbegleiter die Türen wieder in die Parkposition stellen und sie daraufhin öffnen. Ab diesem Moment gilt das Flugzeug offiziell als angekommen, und die alleinige Kommandogewalt des Kapitäns endet im Regelfall wieder. Kurz darauf wird das Anschnallzeichen ausgeschaltet, und die Passagiere können sich auf den Ausstieg vorbereiten.
Falls die Parkposition sich nicht direkt an einem Flugsteig mit Fluggastbrücke befindet, werden die Passagiere mit einem Vorfeldbus zum Terminal gefahren oder legen den Weg zum Terminal zu Fuß zurück.

#### Einreisekontrolle und Zoll
Bei grenzüberschreitenden Flügen (außerhalb des Schengen-Raums) schließt sich die Grenzkontrolle (Visa- und Ausweiskontrolle) durch Behörden des Zielstaates an. Dort erhält man dann auch gegebenenfalls den Visastempel in seinen Reisepass. Inzwischen wurden die technischen Maßnahmen in einigen Ländern dahingehend verschärft, dass oftmals zusätzlich Fingerabdrücke abgegeben werden müssen und ein Foto gemacht wird, – teilweise werden noch Fragen zu Art und Dauer des Aufenthalts gestellt. Erst danach ist man offiziell in das Land eingereist.

#### Gepäckabholung
Wer außer seinem Handgepäck (Kabinengepäck) zusätzlich Reisegepäck am Abflughafen aufgegeben hatte, sollte dieses nun zügig am zugewiesenen Gepäckausgabeband abholen, um zu vermeiden, dass es bei Nichtabholung im Fundbüro des Flughafens abgegeben wird oder von Sicherheitskräften als potenzielles Bombenbehältnis verdächtigt und unter Umständen als Präventivmaßnahme zerstört wird (die aus einer solchen aufwändigen Polizeimaßnahme entstehenden Kosten können für den Besitzer erheblich sein, sollte er nachträglich ermittelt und in Regress genommen werden können). Bei Flughäfen mit mehreren Gepäckausgabebändern wird normalerweise auf Monitoren im Bereich der Gepäckausgabe angezeigt, auf welchem Ausgabeband das Gepäck des jeweiligen Flugs ausgegeben wird.

#### Zollkontrolle
Daraufhin folgt auf internationalen Flügen die Zollkontrolle. Oftmals sind die Ausgänge der Sicherheitsbereiche dafür in eine grüne und rote Schleuse unterteilt; die grüne bedeutet „keine anmeldepflichtigen Waren“, während man durch die rote gehen muss, wenn man Waren anzumelden hat (näheres dazu siehe hier). Stichprobenartig werden dennoch Personen, die die grüne Schleuse passieren kontrolliert, um eine mögliche Steuerhinterziehung festzustellen, die dann mit höheren Geldbußen geahndet werden. Besonders zu beachten sind Regelungen zur Einfuhr von bestimmten Gütern, darunter:
- Lebensmittel, deren Einfuhr aufgrund von Seuchenschutz-Aspekten oftmals nicht gestattet ist, da so die Einschleppung von Krankheiten verhindert werden soll
- Tiere, da hierbei oftmals veterinärmedizinische und ebenfalls epidemiologische Regelungen beachtet werden müssen
- (Überreste von) Lebewesen (dazu zählen z. B. auch Souvenirs aus Zähnen, Knochen, Fellen o. ä.), oder ähnliche Mitbringsel (z. B. Strandgut, wie Muscheln, Korallen oder sogar Sand und Steine) deren Einfuhr aus artenschutzrechtlichen Beweggründen her oftmals untersagt ist
- Drogen, Alkohol und Zigaretten unterliegen in den meisten Ländern Einfuhrbeschränkungen, sind vor allem in muslimischen Ländern aber häufig unter Strafandrohung gänzlich verboten
- Geld; die Freigrenze liegt innerhalb der EU bei 10.000 €
- außerdem Waffen, Arzneimittel, bestimmte Schriften, die z. B. auf dem Index stehen etc.

Man sollte sich unbedingt vor der Einreise darüber informieren, welche Waren eingeführt werden dürfen, oder angemeldet werden müssen, da die Nichtbeachtung oft weitreichende Konsequenzen haben kann. Als Beispiel können die Malediven herangezogen werden: Da es sich um ein streng muslimisches Land handelt, wird die Einfuhr von Alkohol, Drogen, oder Schriften, die dem Koran widersprechen, unter sehr harte Strafe gestellt. Bei der Ausreise wiederum ist jegliche Ausfuhr von Lebewesen und deren Überresten, darunter Korallen, Zähne, Knochen und sogar Sand verboten.

#### Weiterreise nach Ankunft
Da insbesondere in Entwicklungsländern nicht alle Flughäfen so ausgestattet sind, dass eine Weiterreise in die Stadt oder mit einem Anschlussflug ohne sprachlich verständliche Zusatzinformationen problemlos ist, kann es viel Zeit und Mühen sparen, sich schon vor dem Flug über den Zielflughafen sowie die Einreisebestimmungen zu informieren. Uninformierte Flugreisende können vor Ort leicht Opfer von vermeintlich hilfsbereiten Einheimischen werden, die am Flughafen (oft als Bandenmitglied) mit kriminellen Tricks ihren Lebensunterhalt verdienen (von ihnen vermittelte Taxifahrten zu Wucherpreisen oder Trickdiebstähle zählen dabei zu den harmloseren Alternativen). In einigen Entwicklungsländern werden von ausländischen Reisenden vor dem Flughafen ungefragt die Gepäckstücke von Einheimischen in die Hand genommen, wofür dann Trinkgeld verlangt wird.

## Mögliche Probleme
Eine Reise mit dem Flugzeug gehört aufgrund der intensiven technischen und administrativen Sicherheitsvorkehrungen im statistischen Vergleich zu anderen Verkehrsmitteln zu einer der sichersten und zuverlässigsten Beförderungsvarianten. Europaweit sterben jährlich durchschnittlich und je Milliarde zurückgelegter Personenkilometer im Flugzeug 0,4 Passagiere; im Zug sind es 0,2 und im Auto sechs Personen. Dennoch kann es in Einzelfällen zu realen Problemen oder Zwischenfällen bei der Flugreise kommen, die nicht nur „fliegerischer Natur“ (Verkehrsart) sind. Angesichts der geringen Wahrscheinlichkeit, dass tatsächlich Probleme während des konkreten Fluges auftreten, handelt es sich bei Flugangst um eine übersteigerte Sorge, die unabhängig von der realen Gefahrenlage auftritt und ausschließlich in der subjektiven, psychologisch bedingten Einstellung des betroffenen Passagiers begründet liegt (s. u.).

### Real mögliche Probleme
- Wetterprobleme (Eis und/oder Schneedecke auf der Piste, Gewitter, Sturm)
- Technische Probleme am Flugzeug, beispielsweise Ausfall von Systemkomponenten oder Feuer an Bord
- Je nach Fluggesellschaft und Preisklasse: Einschränkung beim Reisekomfort, beispielsweise bei enger Bestuhlung wenig bzw. keine Beinfreiheit (bei Mittel- und Langstrecken Gefahr venöser Thrombose aufgrund eingeschränkten Blutkreislaufs durch Bewegungsmangel), geringe Sitzbreite und/oder ergonomisch mangelhafte Sitzkonstruktion (Rücken-, Gesäßbeschwerden),
- Trockene Luft und Zugluft durch die Klimaanlage mit der Folge der Reizung der Schleimhäute, Reizung der Augen und der Massierung von allergenen Substanzen
- Aerotoxisches Syndrom – Vergiftungserscheinungen durch Einatmen kontaminierter Kabinenluft, wie etwa des Nervengifts Trikresylphosphat (TCP). Statistisch gibt es etwa einen Vorfall pro 2.000 Starts und Landungen.[9]
- Fehlgeschlagener Druckausgleich im Gehörgang
- Unruhiger Flug (so genannte „Luftlöcher“)
- Randalierende Fluggäste (Anlass und Ursachen können vielfältig sein, denkbar sind beispielsweise Alkoholisierung und Flugangst)
- Unfälle
- Medizinische Notfälle oder Geburten an Bord: In einer großen Beobachtungsstudie aller Flüge von fünf Fluggesellschaften zwischen 2008 und 2010 wurden 11.920 medizinische Notfälle während des Fluges analysiert. Dies entsprach einem Notfall pro 604 Flüge bzw. 16 medizinischen Notfällen pro 1.000.000 Passagieren oder 44.000 Notfällen weltweit jährlich. Am häufigsten kam es zu einer kurzen Bewusstlosigkeit oder ihrem Vorstadium (37,4 %), Atemproblemen (12 %) sowie Übelkeit oder Erbrechen (9,5 %). In 48,1 % der Fälle leistete ein mitfliegender Arzt medizinische Hilfe. In 7,3 % musste der Flug umgeleitet und unterbrochen werden. Lediglich 0,3 % (36 Menschen) der Notfallpatienten starben. Hingegen konnten 31,2 % der Notfälle an Bord bis zur Landung vollständig behandelt werden. Von den nur 61 gynäkologischen und geburtshilflichen Notfällen (0,5 %) traten fast zwei Drittel bei Schwangeren vor der 24. Schwangerschaftswoche auf. Die Studie bestätigte Empfehlungen der Fluggesellschaften, wonach Fliegen bis zur 36. Schwangerschaftswoche sicher ist, wenn keine weiteren medizinischen Probleme vorliegen.[10]
- Jetlag (Probleme des Körpers mit der Zeitverschiebung durch ein rasches Überwechseln der Zeitzonen in eine Richtung)
- Entführungen, Bombenanschläge oder Bombendrohungen, welche jedoch alle drei nur extreme Ausnahmesituationen darstellen.
- Organisatorische Probleme, beispielsweise Streik der Fluglotsen, Überbuchung, Umbuchung nach Flugannullierung, Verspätung, technische Defekte oder Ausfall von Personal
- Gepäckverlust, Gepäckschäden oder verspätetes Eintreffen des Gepäcks
- Änderung der Flugroute aufgrund von Wetterbedingungen, Krieg oder Landeverboten
- Ankunft am falschen Zielflughafen wegen Pilotenfehlern. Laut einer Auswertung der Nachrichtenagentur The Associated Press auf Basis von Daten der NASA[11] verirrten sich in den USA die Piloten von rund 170 Zivilflugzeugen (Passagierflüge oder Cargoflüge) innerhalb von etwa 10 Jahren auf einen falschen Zielflughafen; dies käme dann vor, wenn Piloten auf Sicht flögen, zwei Flughäfen mit nahezu identischer Ausrichtung nahe beieinander lägen (beispielsweise ein Militärflugplatz nahe einem Zivilflughafen) und die Flughafenbefeuerung der ersten Landebahn angeflogen wird. Diese wirke bei wetterbedingt schlechten Sichtverhältnissen wie die verlockenden Sirenen auf Odysseus, Komm her, komm her. Hier kannst du endlich landen.[11][12]

Insbesondere nach EU-Recht stehen Betroffenen bei einigen der genannten Vorfälle Fluggastrechte zu. Schließlich stellen manche Flugunregelmäßigkeiten Reisemängel dar. Sie begründen insofern teilweise Ausgleichsansprüche der Flugreisenden gegen die ausführende Fluggesellschaft und bei Pauschalreisen zudem gegen den Reiseveranstalter. Bei Streitigkeiten im Zusammenhang mit Rechten aus der Fluggastrechte-VO richtet sich in Deutschland der Gerichtsstand nicht wie allgemein gesetzlich festgelegt  nach dem Sitz des Luftfahrtunternehmens, sondern nach dem Leistungsort, also den Orten von Abflug und Landung.

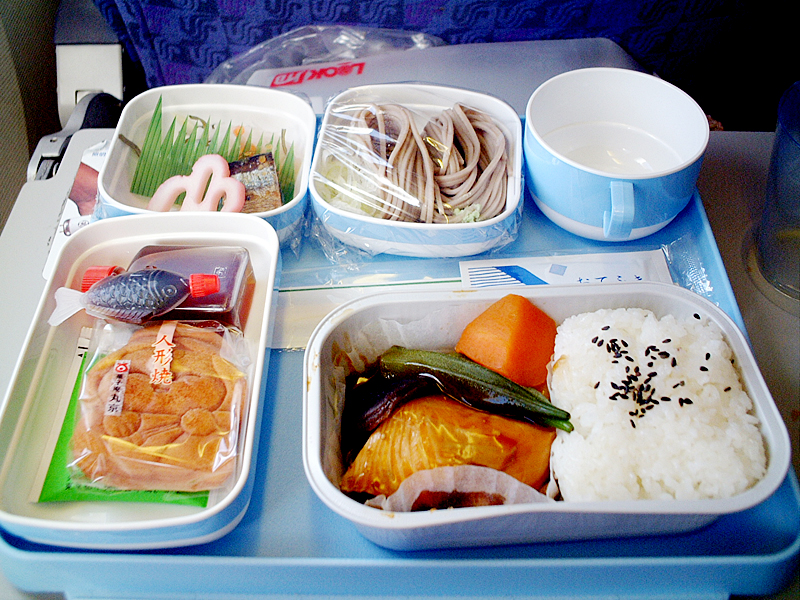
Ein Flugzeugessen der Air China.

Zu Unannehmlichkeiten kann im Übrigen führen, dass sich der Geschmack auf Flugreisen verändert. Diesem Phänomen widmeten sich in jüngster Zeit verschiedene Forschungsprojekte. Sie gelangten zu folgendem Befund: Wegen der geringen Luftfeuchte trocknen Haut und Nasenschleimhäute aus. Es dauert daher länger, bis sich der Geschmack voll entfalten kann. Untersuchungen der Lufthansa und des Fraunhofer-Instituts für Bauphysik kamen bei Testessen zu dem Ergebnis, dass Süßes und Salziges um 30 % weniger intensiv schmeckt. Saures, Würziges und Bitteres schmeckt dagegen unverändert, während Wein als frisch und spritzig empfunden wurde. Das Nahrungsmittelunternehmen Unilever fand ferner zusammen mit der University of Manchester heraus, dass Hintergrundgeräusche (siehe Technische Akustik), die als unangenehmen empfunden wurden, auch den Geschmack veränderten. Süße und saure Speisen wurden unappetitlicher bewertet.

### Flugangst
Obwohl das Fliegen zu den Menschheitsträumen zählt, haben einige Passagiere Angst vor dem Fliegen. Angst oder Besorgnis beim Erstflug ist zwar ganz natürlich, da der Mensch von seiner Evolution her ein Landlebewesen ist. Allerdings kann diese natürliche Angst sehr schnell überwunden werden, wenn man Vertrauen in die Technik gewinnt (Luftverkehr gilt als die sicherste Reiseart) und die Grundzüge des Flugprinzips versteht. Von dieser natürlichen Angst ist die psychologisch bedingte Flugangst zu unterscheiden, die bei manchen Passagieren panikähnliche Reaktionen auslösen kann.
Fluggesellschaften haben erkannt, dass sie ihren Umsatz deutlich erhöhen können, wenn auch diese (potenziellen) Passagiere lernen, ihre Flugangst zu überwinden oder zumindest besser mit dieser Angst umzugehen. Daher bieten viele Fluggesellschaften kostengünstige Seminare gegen Flugangst an. Außerdem sind im Buchhandel etliche Ratgeber gegen Flugangst erhältlich. Um das Problem Flugangst medizinisch-psychologisch anzugehen, gibt es mit dem Deutschen Flugangst-Zentrum (DFAZ) eine von Fluggesellschaften unabhängige Einrichtung, die Beratungen und Coachings im deutschsprachigen Raum anbietet. Angesichts der vielfältigen Vorteile und Genüsse, die das Fliegen bietet, lohnt es sich, bewusst gegen die Flugangst vorzugehen. Von Medikamenten als Mittel gegen Flugangst ist abzuraten, da die pharmakologischen Auswirkungen und Risiken in keinem Verhältnis zu der verhältnismäßig kurzen Zeit an Bord eines Flugzeugs stehen.
Außerdem haben viele solcher Medikamente eine Art Betäubungswirkung, so dass Passagiere, die solche Medikamente vor einem Flug einnehmen, dadurch paradoxerweise bei einer (höchst seltenen) Flugzeugevakuierung selbst zu einem Risikofaktor werden. Gleiches gilt für Alkoholkonsum als Mittel gegen die Flugangst. Passagiere, die auf Grund ihrer Alkoholisierung unkooperativ oder gar renitent werden, erhöhen damit genau das Risiko, das sie so sehr fürchten. Das beste Rezept gegen Flugangst ist eine Flugreise zusammen mit einem flugerfahrenen Passagier, der seine Flugangst überwunden hat, und deshalb Flugangst nachempfinden und mit seinen Ratschlägen (beispielsweise mentale und/oder physische Entspannungsübungen) am besten gegen Flugangst helfen kann. Das Bordpersonal wird zwar psychologisch geschult, Passagieren mit Flugangst zu helfen, jedoch werden seine Ratschläge von betroffenen Passagieren oft als bloße Beschwichtigung missverstanden.

## Kritik

### Umweltbelastung
Angesichts des zunehmenden Luftverkehrs und des hohen Kerosinverbrauchs werden die durch Flugreisen verursachte Klimaschädigung und die Umweltverschmutzung zu einem weltweiten Problem. Flugreisende haben die Möglichkeit über verschiedene Organisationen wie z. B. Klima-Kollekte, atmosfair oder myclimate die Umweltkosten ihrer Flugreise zu berechnen und eine entsprechende freiwillige Ausgleichszahlung zugunsten von Klimaschutzprojekten zu leisten.
Die bei einer Flugreise ausgestoßene Menge an Kohlenstoffdioxid (CO2) ist, je nach Auslastung des Flugzeugs, pro Passagier zwar meist geringer, als wenn dieser dieselbe Strecke mit einem PKW zurücklegen würde. Jedoch ist der Ausstoß von CO2 in großer Höhe klimaschädlicher als eine gleiche Menge Emissionen am Boden. Der zwischenstaatliche Ausschuss für Klimafragen, das ranghöchste Wissenschaftsgremium in Sachen Klima weltweit, hat in einem Sonderbericht 1999 festgestellt, dass der Gesamtbeitrag des Flugverkehrs zur Klimaerwärmung wegen der größeren Schädlichkeit der Schadstoffe in großen Flughöhen global gemittelt zwei- bis viermal höher ist als bei entsprechenden Emissionen am Boden. So gerechnet trägt das Flugzeug auch bei höchster Auslastung am meisten zum Treibhauseffekt bei, verglichen zu allen anderen motorisierten Verkehrsmitteln. Im Rahmen der Debatte um die Klimakrise hat sich der Begriff Flugscham (Wortwörtlich: Dass jedermann ein Schamgefühl beim Gedanken an eine Flugreise haben sollte) für das Bewusstsein um die Umweltschädlichkeit von Flugreisen und in der Konsequenz Vermeidung von Flugreisen etabliert.

### Strahlenbelastung beim Fliegen
In der Atmosphäre ist die kosmische Strahlung höher als auf dem Erdboden, Flugpersonal und Passagiere sind daher einer erhöhten Strahleneinwirkung ausgesetzt. In Deutschland beträgt die gesamte effektive Dosis aus der natürlichen Strahlenexposition im Mittel etwa 2100 μSv pro Jahr. Hieraus lässt sich ersehen, dass die zusätzliche effektive Dosis durch einen Kurzstreckenflug weniger als ein Prozent, durch einen Langstreckenflug etwa fünf Prozent der durchschnittlichen jährlichen Dosis durch natürliche Exposition ausmacht. Der Wert hängt vom Breitengrad, von der Flughöhe und -dauer und von der aktuellen Sonnenfleckenaktivität ab und erreicht bei Interkontinentalflügen über die Pole (etwa von New York nach Bombay) ca. 100 μSv pro Flugstrecke, etwa ein Zehntel des ICRP-Jahresgrenzwertes für die Allgemeinbevölkerung (für fliegendes Personal gelten höhere Grenzwerte). Die Bevölkerungsdosis wurde auf ca. 40 kSv/a geschätzt (2000–2013).
Für Gelegenheitsflieger – also auch für die Schwangeren und Kleinkinder unter ihnen – ist die zusätzliche Strahlenexposition durch das Fliegen somit sehr gering. Experten bewerten daher auch das zusätzliche Gesundheitsrisiko als sehr gering.
Die tatsächliche Strahlenbelastung auf Flügen kann man durch Messung oder Berechnung ermitteln. Ein solches Programm haben Wissenschaftler am GSF – Forschungszentrum für Umwelt und Gesundheit gemeinsam mit Wissenschaftlern der Universität Siegen entwickelt: EPCARD (European Program Package for the Calculation of Aviation Route Doses). Die Richtigkeit der Berechnungen wurde durch umfangreiche Messserien bestätigt.

### Barrierefreiheit
Organisationen für Menschen mit Behinderungen werfen den Fluggesellschaften vor, auf die Rechte von PRMs (Persons with Reduced Mobility) nicht genügend einzugehen. So stellen die Fluggesellschaften auf nationalen und europäischen Flügen keine geeigneten Hilfsmittel zur Verfügung, um mobilitätseingeschränkten Passagieren den Gang zur Toilette zu ermöglichen. Weder können die Toiletten durch PRMs erreicht werden, da es auf europäischen Flügen keine Bordrollstühle gibt, noch können sie genutzt werden, da sie zu schmal sind, um mit einem Bordrollstuhl in die Toilette hineinzufahren.
Luftfahrt-Konzerne wie die Deutsche Lufthansa AG und Delta Airlines versprechen eine Verbesserung der Situation für mobilitätseingeschränkte Passagiere. Für Delta Airlines ist „Zugänglichkeit von grundlegender Wichtigkeit“, dennoch führen auch sie auf, dass es nicht auf allen Flugzeugen barrierefreie Toiletten gibt. Für die Deutsche Lufthansa AG ist eine barrierefreie Ausgestaltung der Flugzeuge hingegen aus ökonomischen Gründen nicht durchführbar, so der Sprecher der Lufthansa Jan Bärwalde.

## Wissenswertes

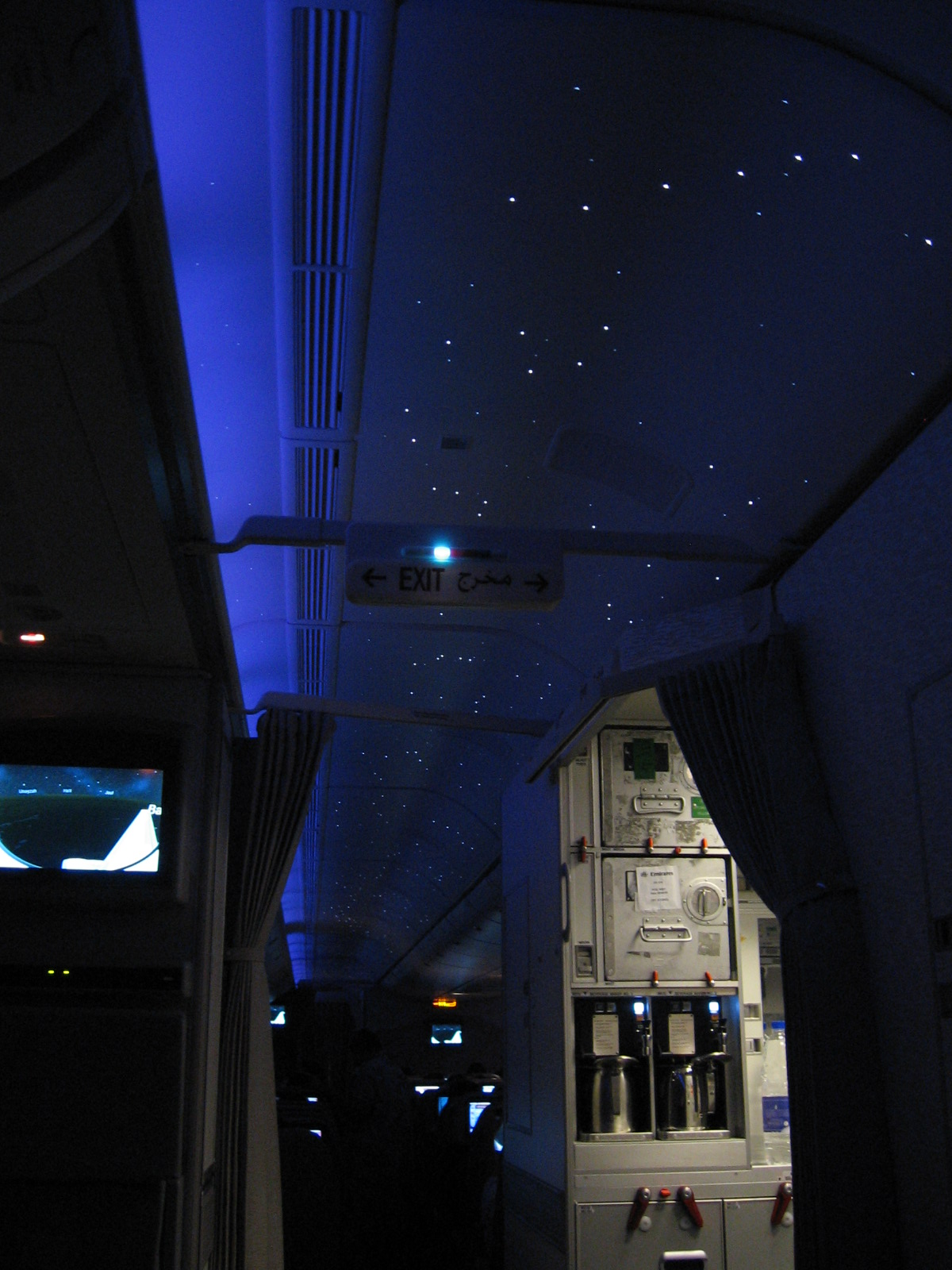
Gut zu sehen: Die grün leuchtende Intercom-Anzeige über dem Exit-Schild

Das kleine schwarze Dreieck

- In den meisten Flugzeugen gibt es keine Reihen 13 und 17, da dies nach dem Glauben vieler Menschen Unglückszahlen sind, auf deren Sitzen sie nur ungern sitzen möchten.[7]
- Während des Fluges lassen sich die Flugzeugtüren unmöglich öffnen, da in der Kabine ein Überdruck herrscht, der die Türen gegen eine Leiste drückt und so verriegelt. Somit wäre bspw. auch die Mitnahme eines Not-Fallschirms unsinnig, da dieser in keinem Fall zur Anwendung kommen kann.
- Die Spuren hinter Flugzeugen am Himmel sind Kondensstreifen, also kondensiertes Wasser, das in der Luft Tröpfchen bildet, jedoch keine sichtbaren Abgase.
- Die Bordtoilette wird entgegen einer verbreiteten Annahme nicht (wie bspw. bei Zügen früher oftmals üblich) im Flug direkt in die Luft entleert, sondern in dafür vorgesehenen Tanks.
- Obwohl das Rauchen an Bord seit vielen Jahren weltweit verboten ist (zuletzt Aeroflot und Cubana 2014 bzw. 2015[26]), befinden sich auch bei fabrikneuen Flugzeugen weiterhin Aschenbecher in den Toiletten, da dies von den Aufsichtsbehörden vorgeschrieben ist.[27] Dies erlaubt die sichere Entsorgung von Zigaretten, sollte sich ein Passagier nicht ans Rauchverbot halten.
- Das Flugzeug gilt als das sicherste Verkehrsmittel, da statistisch gesehen bei einer Flugreise in Relation zu anderen Reisearten die wenigsten Menschen sterben.[28]
- Der Grund für die Dimmung der Kabinenbeleuchtung bei Start und Landung in der Nacht ist, dass im Falle eines Unfalles die Augen der Passagiere bereits an das dunklere Licht gewöhnt sind und man so schneller den Notausgang finden kann.
- Die an der Kabinendecke (meist in der Nähe der „Exit“-Schilder) angebrachten, farbigen Leuchten sind Anzeigen für das interne Kommunikationssystem. Die Farben bedeuten dabei (hier am Beispiel einer Airbus-Maschine):
  -  : Cockpit ruft Kabine („cockpit call“)
  -  (blinkend): Cockpit ruft Purser
  -  : Flugbegleiter ruft Flugbegleiter („intercom“ – siehe Bild rechts)
  -  (blinkend): Flugbegleiter ruft Purser
  -  : Passagier ruft Flugbegleiter („PAX call“)
  -  : Passagier ruft vom WC
  -  (blinkend): Rauchwarnung auf dem WC

Meist wird das Licht noch mit einem in der Kabine hörbaren Rufton kombiniert.
- Entgegen häufigen Vorurteilen ist das Bordpersonal in erster Linie nicht für den Bordservice verantwortlich, sondern für die Sicherheit im Flugzeug.
- Auf einigen Flügen werden sogenannte Sky-Marshals, bewaffnete, aber in zivil gekleidete Polizeibeamte, mitbefördert, die im Falle einer Flugzeugentführung die Sicherheit wiederherstellen sollen.
- Im Regelfall hat ab dem Moment, an dem die Türen verriegelt werden, bis sie wieder geöffnet sind, der Kapitän die alleinige Entscheidungs- und Weisungsbefugnis an Bord und kann notfalls auch Zwangsmaßnahmen anwenden (siehe Bordgewalt).
- Das kleine schwarze Dreieck über zwei Fenstern nahe der Tragflächen markiert die beste Position, um (z. B. im Rahmen von Wartungsarbeiten, aber auch bei Anzeigeproblemen im Cockpit) die Stellung der Landeklappen visuell zu überprüfen. An dieser Stelle blickt man im besten Winkel auf die Skale die auf den Klappen angebracht sind. Stünde man hingegen zu weit vorne oder hinten, käme dabei ein Parallaxenfehler hinzu, der ein falsches Ablesen verursachen würde.